# Historia Bydgoskiego Węzła Wodnego

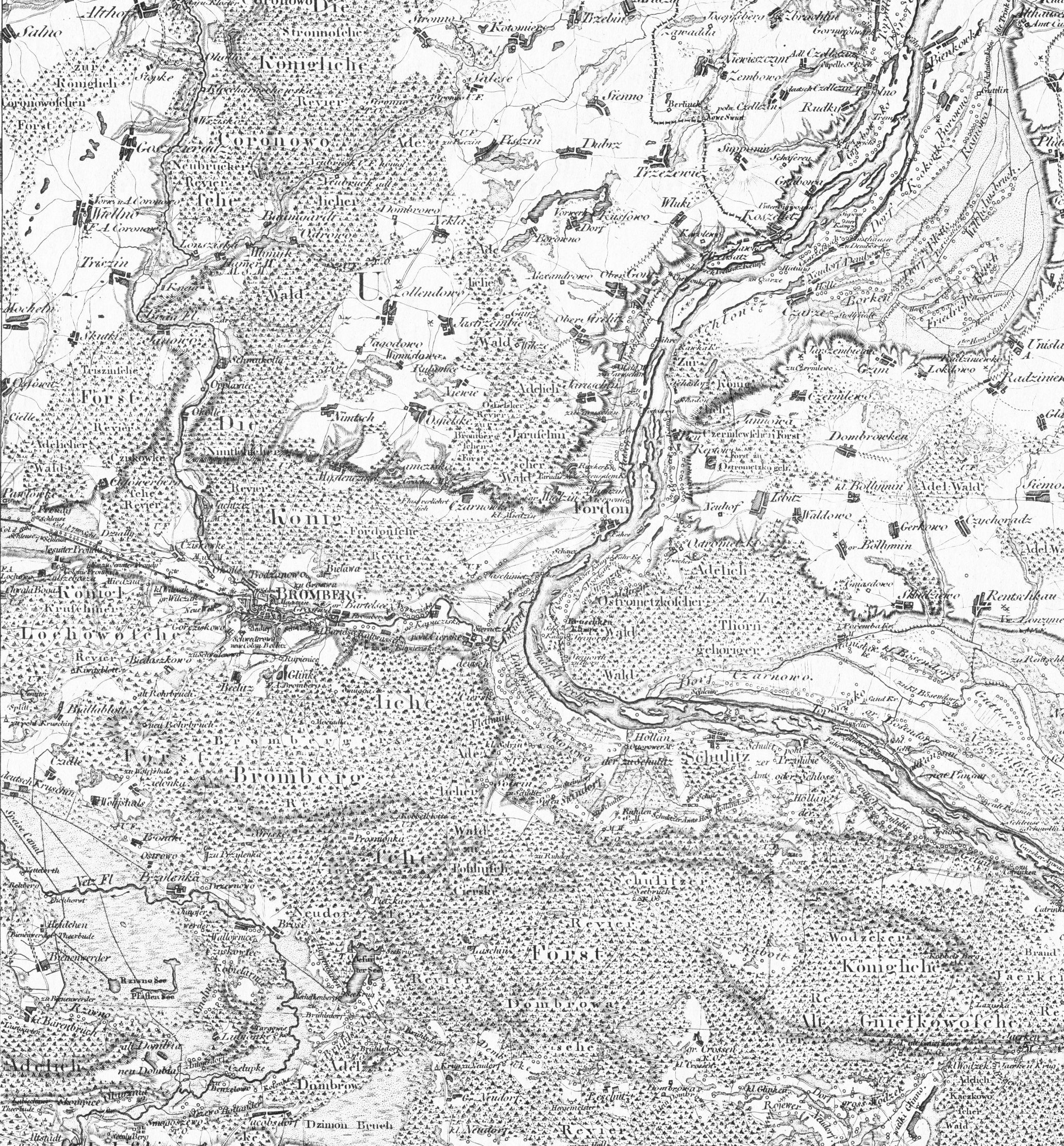
Okolice Bydgoszczy na mapie Friedricha von Schröttera z 1796–1802 Brda nie skanalizowana, Wisła nie uregulowana, dopiero co wybudowany Kanał Bydgoski

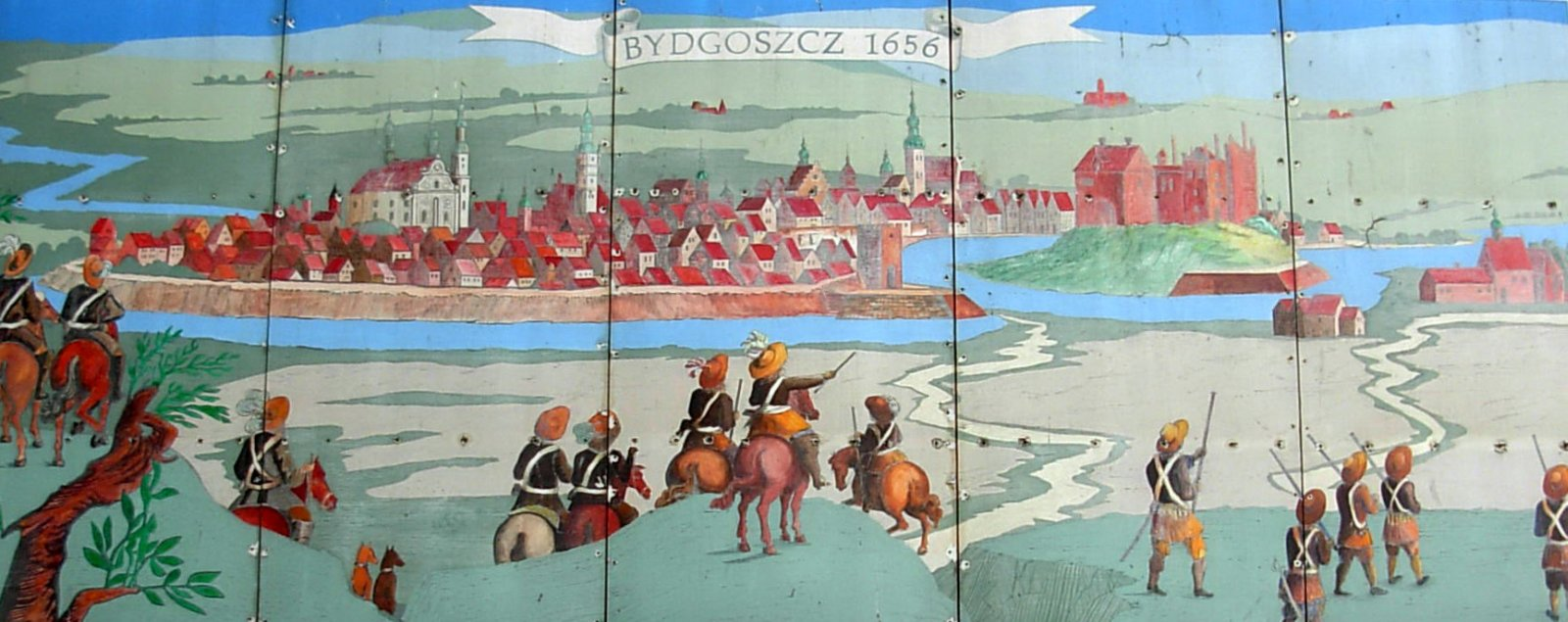
Panorama Bydgoszczy 1657 na podstawie sztychu szwedzkiego oficera Erika Dahlberga

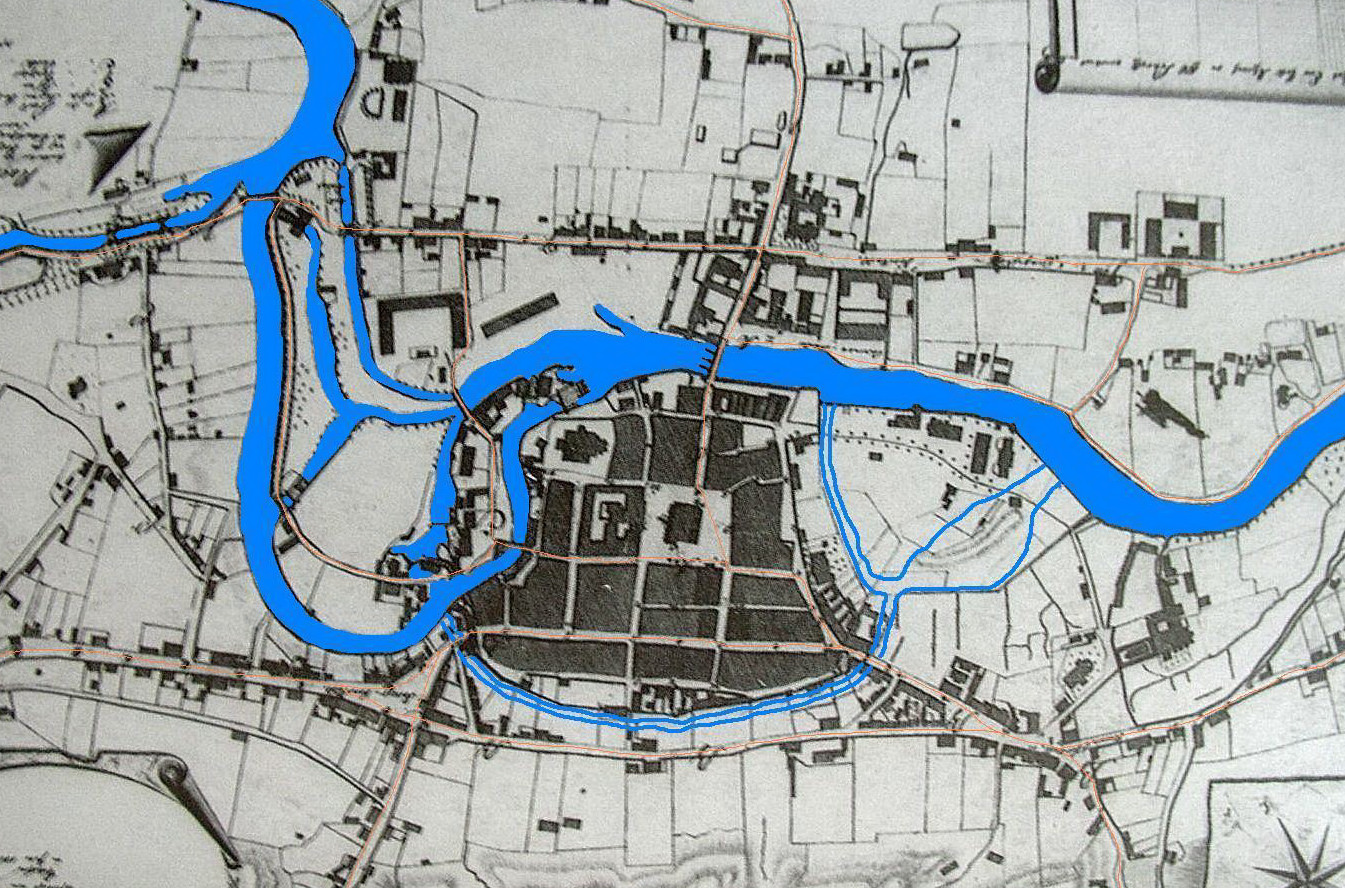
Bydgoszcz w 1800 opasana ciekami na podstawie planu por. Lindnera

Historia Bydgoskiego Węzła Wodnego dotyczy przekształceń cieków łączących się w Bydgoszczy, dziejów prowadzenia na nich transportu wodnego oraz wykorzystania dla turystyki, sportu i rekreacji.

## Historia geologiczna
Układ węzłowy sieci wodnej w okolicy Bydgoszczy powstał w okresie zlodowacenia północnopolskiego. Funkcjonował w tym czasie równoleżnikowy szlak odpływu wód roztopowych i rzecznych na zachód w kierunku Morza Północnego. Wskutek erozji wód płynących ukształtowała się Pradolina Toruńsko-Eberswaldzka. 12 tysięcy lat temu, gdy Pra-Wisła dokonała przełomu pod Fordonem, ustał przepływ wód na zachód, wobec czego pradolina na tym odcinku uległa zabagnieniu i zatorfieniu. W pobliżu zachodnich granic miasta utworzył się dział wód między dorzeczami Odry i Wisły. Dwie główne rzeki regionu: Brda i Noteć, należące do różnych dorzeczy, zbliżyły się w okolicy Bydgoszczy na odległość około 10 km, wykazując jednocześnie przeciwne kierunki odpływu. Noteć płynęła na północny zachód południowym szlakiem pradolinnym, wyróżniającym się rozległym, zatorfionym dnem. Natomiast Brda spływała z północy wcinając się ok. 35 m w dawną dolinę sandrową, zaś po dotarciu do Pradoliny Toruńsko Eberswaldzkiej, wcięła się w jej dno na głębokość ok. 20 m, spływając na wschód ku Wiśle. W miejscu, gdzie Brda zmieniła kierunek z północnego na wschodni istniał bród, przy którym w XI wieku powstał gród bydgoski, przekształcony później w miasto, którego egzystencja opierała się w dużym stopniu na handlu spławnym. Położenie Bydgoszczy w pobliżu wododziału Wisły i Odry predestynowało to miejsce do budowy zwornika obu dorzeczy, które zostało zrealizowane, gdy tylko pojawiły się możliwości techniczne.

## Topografia historyczna

### Brda w XI-XIX w.
Do czasów regulacji w XIX w. Brda i Wisła były rzekami naturalnymi o zmiennym nurcie i poziomie wód. Brda do końca XIX wieku uchodziła za rzekę bogatą w łososie, a także węgorze i pstrągi. Nad brzegami rzeki od Koronowa, aż po ujście do Wisły budowały swe żeremia bobry – w XVII w. łowami na nie trudnili się bydgoscy rybacy. Od XI wieku lustro wody stale się podnosiło osiągając maksymalny poziom w wieku XIV. Jeszcze w XIX wieku amplituda rocznych wahań poziomu rzeki dochodziła do 6 m.
Żegluga na Brdzie istniała już przed XI wiekiem, czego dowodem są relikty łodzi oraz przystani znalezione przy grodzie bydgoskim. W XV wieku do miasta zaczęły przypływać duże statki wiślane, pokonując odległość ok. 10 km od Brdyujścia do portu miejskiego.

### Wisła pod Bydgoszczą w XI-XIX w.
Wisła w zakolu, w pobliżu Bydgoszczy od czasów prehistorycznych, aż do połowy XIX wieku miała charakter roztokowy, częściowo anastomozujący. Wędrujące z nurtem ławice piasku powodowały zmiany głębokości koryta, powstawały odnogi rzeki, kępy i piaszczyste odsypy. Najmniej różniła się rzeka od stanu obecnego na kilkukilometrowym odcinku od ujścia Brdy do Wyszogrodu, natomiast poniżej Fordonu Wisła rozdzielała się na dwa koryta rzeczne, oddzielone kępami wiślanymi. Główny nurt przebiegał odnogą zachodnią (obecnie nieistniejącą). Szerokość rzeki na dzisiejszym odcinku bydgoskim wynosiła od 500 do 1350 m w strefie największego rozszerzenia poniżej Fordonu.
Na wysokim zachodnim brzegu, umożliwiającym dogodną obserwację rzeki powstała w XI w. warownia kasztelańska i książęca Wyszogród, która do czasu zniszczenia przez Krzyżaków w 1330 r. stanowiła obok grodu bydgoskiego główny ośrodek osadniczy na styku Kujaw i Pomorza. W układzie kęp i koryt rzecznych w pobliżu przeprawy przez rzekę w Fordonie – jak stwierdza Sebastian Klonowic, znajdowała się kamienista rafa, która zyskała złą sławę wśród flisaków.
W bydgoskim zakolu Klonowic odnotował w 1595 r. trzy główne ostrowy (wyspy wiślane): Łęski (naprzeciw Łęgnowa), Fordański (Kępa Bydlęca), Pełźniński (poniżej Fordonu, naprzeciw wsi Pałcz).
W rejonie Brdyujścia do XVIII w. znajdowała się wyspa „Stara Dbrzyca”, przekształcona następnie w półwysep.
W roku 1382, w dokumencie lokacyjnym Władysława Opolczyka, pięć wysp na Wiśle włączono do patrymonium miejskiego Fordonu. Natomiast według mapy Schröttera z 1803 r. w korycie Wisły od Otorowa do Łoskonia znajdowało się około 20 wysp

### Zakole Wisły
Wyróżnikiem topograficznym i kulturowym Bydgoszczy inspirującym pisarzy i malarzy jest oryginalne położenie nad tzw. „kolanem Wisły”, gdzie rzeka opuszcza Pradolinę Toruńsko-Eberswaldzką, dokonując przełomu w wysoczyźnie Pojezierza Pomorskiego. Sebastian Klonowic w dziele „Flis, to jest Spuszczanie statków Wisłą i inszymi rzekami do niej przypadającymi” (1595) ulokował w zakolu Wisły pod Bydgoszczą miejsce magiczne, tzw. „Piekielne Wrota”. Natomiast Adam Grzymała-Siedlecki pisał w 1936 r. o „wiślanych zawiasach”, u których rozsiadła się Bydgoszcz.

## Mapa

Animacja przedstawiająca Bydgoski Węzeł Wodny na przestrzeni lat

## Okres staropolski

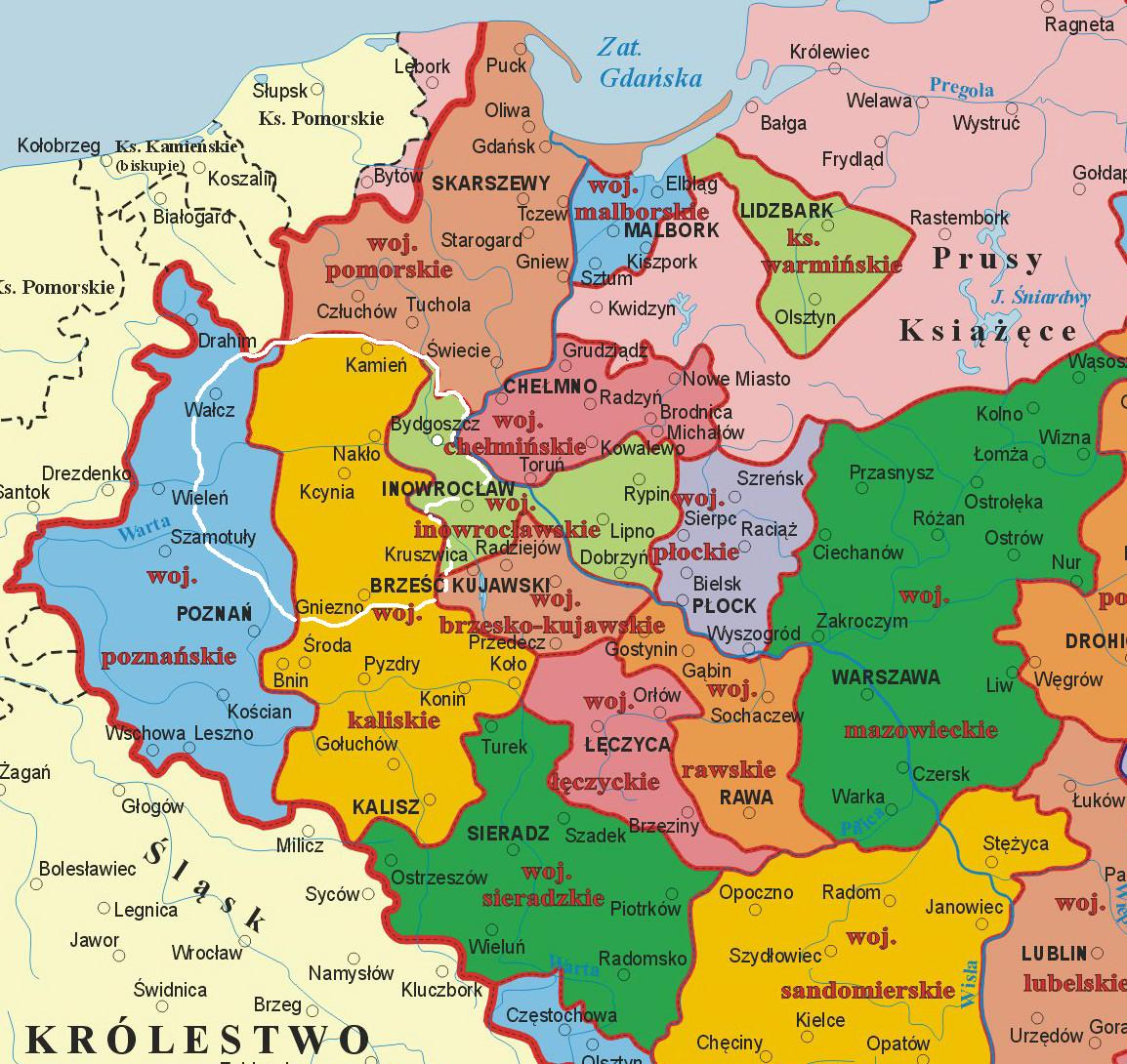
Bydgoski rynek zbożowy w XVI i XVII wieku – obszar, skąd zwożono zboże z majątków królewskich, szlacheckich i kościelnych do Bydgoszczy w celu sprzedaży i spławu Wisłą do portu w Gdańsku

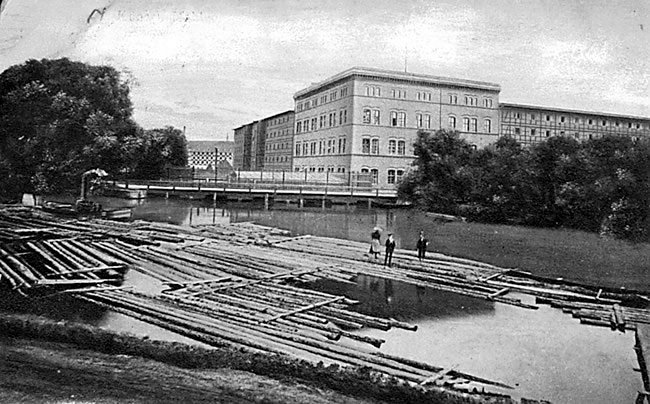
Spławianie drewna przy młynach Rothera

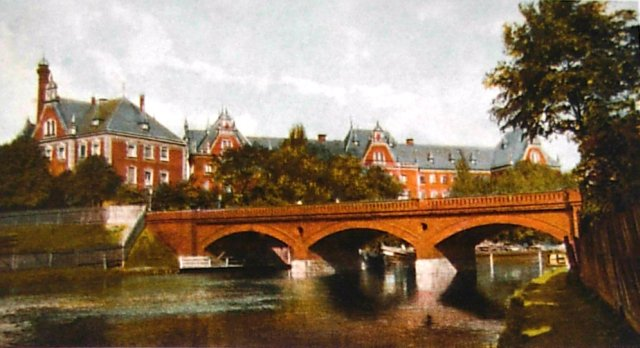
Most Zwycięstwa (Królowej Jadwigi) nad Brdą w formie ceglanej, łukowej (1865–1912)

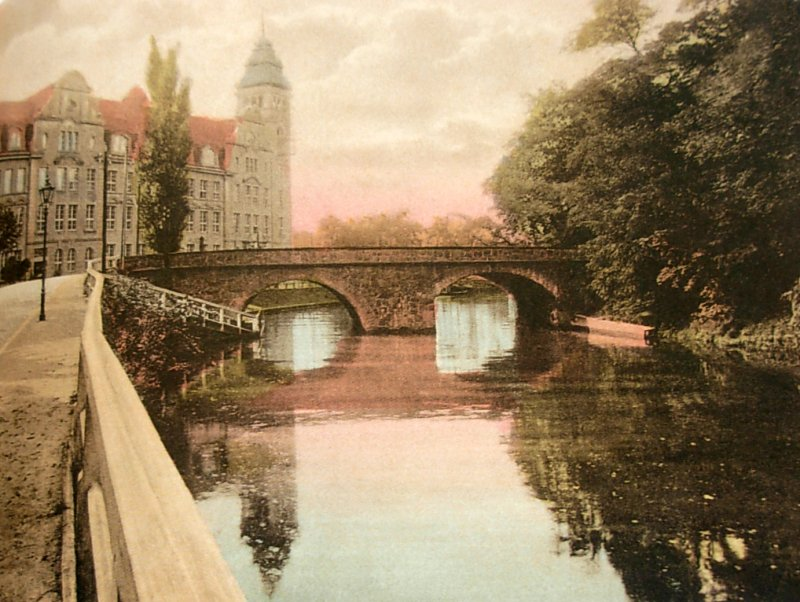
Most Władysława IV na Kanale Bydgoskim

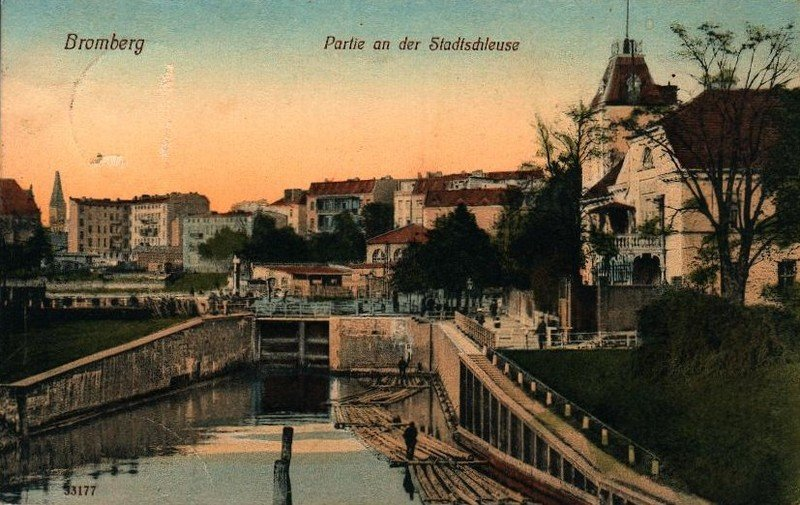
Śluza Miejska (1774, przebudowa w 1915) na styku Brdy i Kanału Bydgoskiego

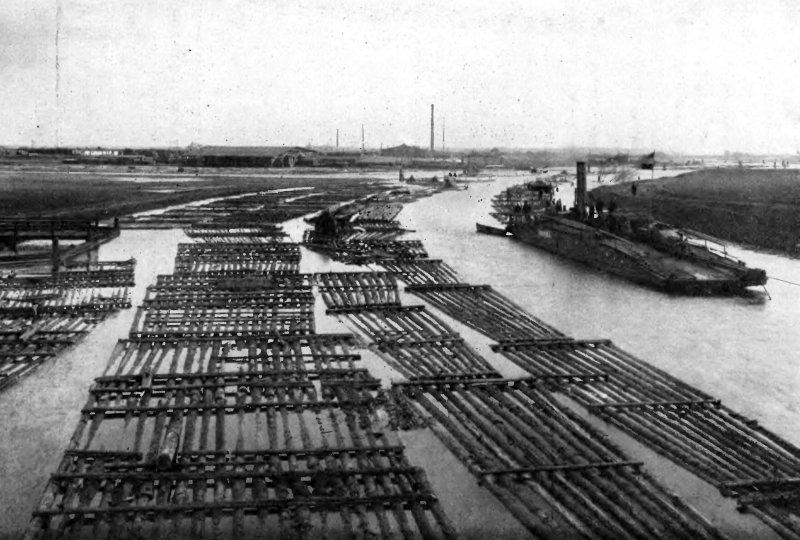
Transport drewna na Brdzie, 1905

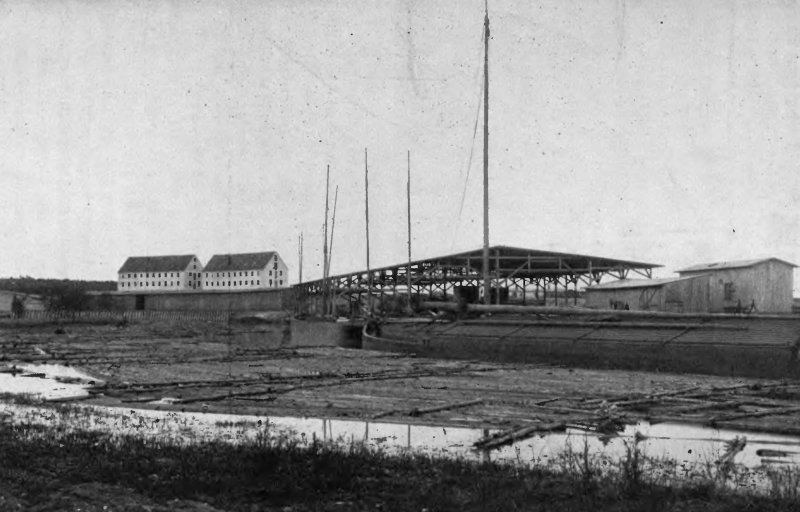
Początki portu rzecznego, 1907

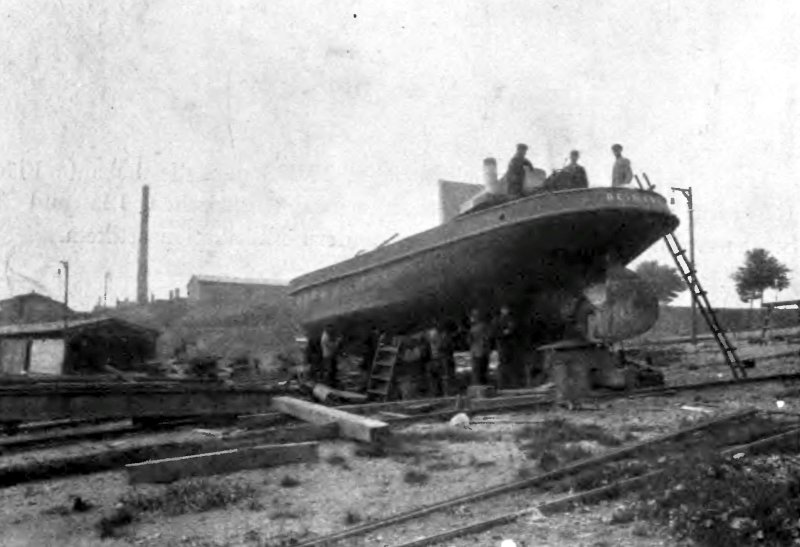
Stocznia Bydgoskiego Towarzystwa Żeglugi Holowniczej

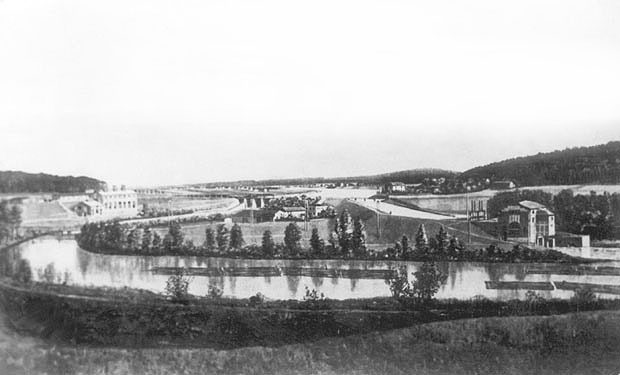
Zamek wodny w Smukale, 1905

Spławne cieki były pierwszym czynnikiem miastotwórczym dla Bydgoszczy. Bród na Brdzie, między Wisłą, a bagnami nadnoteckimi stał się miejscem, gdzie założono gród bydgoski z przystanią wodną. Prowadziły tędy szlaki lądowe komunikacyjne (m.in. szlak bursztynowy), a rzeki Brda i Wisła stały się ważnymi arteriami komunikacyjnymi wykorzystywanymi dla spławu towarów. Jeszcze przed 1252 r. zbudowano przy grodzie bydgoskim pierwszy drewniany most nad Brdą, przy którym urzędnicy książęcy pobierali cło od towarów przewożonych na terytorium krzyżackie. Nadanie przywileju lokacyjnego miastu Bydgoszczy przez Kazimierza Wielkiego w 1346 r. wynikało z oceny rozwoju gospodarczego osady nad rzeką, która otrzymała zezwolenie na wolny spław drewna i towarów Brdą i Wisłą.

### Rola gospodarcza
Bydgoski Węzeł Wodny, w okresie staropolskim złożony z rzek: Brdy i Wisły odegrał istotną rolę w rozwoju gospodarczym Bydgoszczy i historii polskiego handlu spławnego.
W życiu gospodarczym Bydgoszczy w okresie staropolskim, kluczową rolę odgrywał handel spławny, który decydował o pozycji gospodarczej miasta w skali regionu i kraju. Podstawą rozwoju handlowego i gospodarczego miasta była rzeka Wisła, która umożliwiała transport towarów rolnych i rzemieślniczych do gdańskiego portu. Brda natomiast łączyła port bydgoski z Wisłą i umożliwiała spław drewna i poszukiwanych niegdyś towarów leśnych (potaż, smoła) z Puszczy Bydgoskiej i Borów Tucholskich. Spław drewna Brdą z okolicznych lasów datuje się od zamierzchłych czasów. Nieco późniejszą metrykę ma spław zboża z Kujaw (XIII–XIV w.) do zbudowanych w tym celu magazynów i spichrzów W 1. połowie XV wieku miasto stanowiło już ważny ośrodek żeglugi, konkurujący z miastami krzyżackimi: Toruniem, Świeciem, Nowem. W połowie XV wieku w czasach zaostrzenia stosunków polsko-krzyżackich, dla statków bydgoskich zamknięto port w Toruniu oraz wprowadzono ograniczenia w zakupie piwa i statków. Pomimo tego handel rozwijał się prężnie. Bydgoskie piwo wypierało piwo z Torunia, Gdańska, Świecia, a bydgoskie wyroby garncarskie znano na całym Pomorzu. W XVI wieku asortyment handlu wzbogacił się o sól wielicką i ruską, rozprowadzanej na Kujawy i Wielkopolskę, dla której otwarto składy na przedmieściu Babia Wieś.
W 1487 r. jako drugi miejski cech rzemieślniczy powstał w Bydgoszczy cech szyprów (najstarszy na ziemiach Korony Polskiej). W XVI wieku dochody ze spławu czerpał co dziesiąty mieszkaniec miasta, a najbogatsi kupcy zbożowi piastowali kluczowe stanowiska w samorządzie miejskim. Oprócz zboża i towarów leśnych z Bydgoszczy spławiano piwo, sól z miejscowej żupy, miód, chmiel oraz wańczos (obrobione drewno służące do wyrobu mebli gdańskich). Z Gdańska przywożono natomiast towary importowane z zachodniej i południowej Europy: sukno, przyprawy, owoce południowe i wino (małmazję).
O roli rzeki i spławu w życiu Bydgoszczy pisze kronikarz bernardynów w 1604 r.:

„W całym Królestwie Polskim bodaj nie znajdzie się miasto, w którym zbiera się takie mnóstwo zboża. Z Bydgoszczy przesyłają je dogodnego czasu do Gdańska (…). Dzięki więc tej dobroczynnej rzece miasto doszło do takiej świetności i bogactwa, że dużo szlachty widząc, że jej majątek topnieje, udaje się doń, aby kupowaniem zboża i wysyłaniem do Gdańska pokryć niedobory. Obywatele zaś wydają za nich swe córki, darząc je niepodłym posagiem. I oto jest powód, dlaczego Bydgoszcz celuje [w rozwoju gospodarczym] przed wszystkimi miastami w Królestwie Polskim.”

Skala handlu spławnego w Bydgoszczy wyróżniała się w skali kraju. W II połowie XVI wieku z Bydgoszczy wyprawiano najwięcej towarów do Gdańska spośród miast koronnych, porównywalnie do największych miast kupieckich Prus Królewskich. W 1579 r. w komorze celnej w Białej Górze nad Nogatem zanotowano, że co szósty statek zarejestrowany u ujścia Wisły należał do mieszczan bydgoskich.
Przyczyną tak dużego znaczenia portu bydgoskiego, było położenie nad Wisłą, w miejscu, gdzie rzeka dociera najdalej na zachód, w pobliżu dużego zaplecza rolniczego, jakim były znane z gospodarki zbożowej ziemie Wielkopolski. Dla mieszkańców północnej części tej krainy, Bydgoszcz była najbliższym portem wiślanym, dokąd wysyłano podwody z płodami rolnymi przeznaczonymi na sprzedaż.
W mieście Bydgoszczy rzeka nie tylko umożliwiała handel, ale dostarczała znanych ze smaku ryb oraz energii do napędu młynów, mennicy oraz różnorakich manufaktur – browarów, tartaków, papierni, garbarni.
W miejscu, gdzie Dolina Brdy łączyła się z Pradoliną Toruńsko-Eberswaldzką, rzeka rozgałęziała się na pomniejsze odnogi. W związku z tym Bydgoszcz położona była na trzech wyspach rozdzielonych odnogami Brdy oraz fosami: miejską i zamkową:
- wyspie zamkowej, gdzie wznosił się zamek, w którym urzędował starosta i stacjonował garnizon wojskowy,
- wyspie miejskiej, na której znajdowało się miasto lokacyjne otoczone murem,
- wyspie królewskiej  (dzisiaj Wyspa Młyńska), którą wykorzystywano dla celów gospodarczych, m.in. pobudowano młyny, folusze oraz dużą mennicę, napędzaną siłą wody.

W pobliżu średniowiecznych młynów na Brdzie zbudowano pierwsze urządzenia hydrotechniczne: jaz Farny z kołem młyńskim oraz śluzę drewnianą, w której pobierano opłaty: tzw. śluzowe za spław drewna. Śluza była zaopatrzona w pułapkę do połowu łososi. Przy brzegu miejskim zbudowano przystań, stocznię oraz spichlerze, w których magazynowano zboże oczekujące na spław w dogodnym czasie. Według zachowanych dokumentów handlowych (juramentów) do portu bydgoskiego zawijały jednostki o różnych parametrach ładowności: szkuty, dubasy, kozy, galary, lichtany i dubaski. Bohaterami spławu byli żeglarze rzeczni zrzeszeni w bractwie oraz dwóch cechach: szyprów (1487) oraz sterników i pomagrów (1591).

### Osadnictwo olęderskie
Wpływ na przekształcenia rzek i kanałów w okolicy Bydgoszczy ma osadnictwo olęderskie, istniejące na tym terenie od 1594 r. Nad brzegi Wisły i Brdy w okolice Bydgoszczy olędrzy zostali sprowadzeni przez starostę bydgoskiego Jana Kościeleckiego.
Kolonizacja olęderska objęła lewy brzeg Wisły od Przyłubia (1594), poprzez Otorowo (1604), Łęgnowo (1603), Makowska (1661), Czersk Niemiecki, po Fordonek (1603). Mennonici tutejsi byli związani z gminą wyznaniową w Małej i Wielkiej Nieszawie. Na prawie olęderskim założono też wsie szlacheckie na północ od Fordonu: Pałcz, Strzelce Dolne (d. Strzeleckie Holendry), Gądecz i inne. Kolejny obszar kolonizacji przypada na prawy brzeg Wisły w dzisiejszej gminie Dąbrowa Chełmińska i Unisław.
W XVIII wieku na prawie olęderskim lokowano ponad 40 wsi podbydgoskich, otaczających miasto ze wszystkich stron, zwłaszcza w dolinie Brdy, Wisły, Noteci. Większość z nich zakładali Polacy, choć nie brakowało również olędrów. Zasługą olędrów było stworzenie systemu odwadniającego doliny Wisły, który funkcjonuje do dzisiaj. To oni zbudowali system wałów przeciwpowodziowych, który chronił osiedla przez wylewami rzeki. Charakterystyczne są również sady porastające zbocza doliny Wisły, które są spuścizną olęderskiej kultury gospodarczej. Na łąkach nad Notecią olędrzy odnieśli sukces w zakresie melioracji i osuszania podmokłych terenów nadrzecznych.

## Okres pruski 1772–1920

### Budowa Kanału Bydgoskiego
Zobacz też: Historia Kanału Bydgoskiego
Nowym etapem w dziejach Bydgoskiego Węzła Wodnego, a w zasadzie jego początkiem w dzisiejszej formie była budowa Kanału Bydgoskiego. Położenie Bydgoszczy w pobliżu wododziału Wisły i Odry w obrębie Pradoliny Toruńsko-Eberswaldzkiej było naturalnym czynnikiem sprzyjającym połączeniu systemów wodnych Europy Zachodniej i Wschodniej. Przedsięwzięcie to było restytucją układu hydrograficznego z późnego plejstocenu, kiedy Wisła podążała na zachód ku Morzu Północnemu. Budowa kanału łączącego dorzecza była pożądana od dawna, przekraczała jednak ówczesne możliwości techniczne.
Pierwsze informacje o możliwości budowy kanału łączącego Wisłę z Odrą pochodzą z XVI wieku. Pojawiły się one podczas rokowań Polski z Brandenburgią dotyczących swobody żeglugi na szlaku warciańsko–odrzańskim. Do pomysłu powrócono za panowania króla Władysława IV, jednak trwająca wojna na kresach spowodowała odłożenie realizacji projektu. Pomysł odżył w połowie XVIII wieku. W dniu 9 lipca 1766 roku na posiedzeniu Komisji Skarbu Koronnego przedstawiony został projekt Franciszka Floriana Czaki, kartografa króla Stanisława Augusta Poniatowskiego. Przewidywano budowę kanału o długości 10,5 km, ze 6 śluzami, łączącego Noteć we wsi Ciele z Brdą w Bydgoszczy. Wydarzenia polityczne (konfederacja barska, I rozbiór Polski) uniemożliwiły jednak realizację i tego projektu, tym bardziej że nie był on także pozbawiony wad technicznych.
Niemal równocześnie do projektów polskich powstał pruski projekt budowy Kanału (1771), który dołączono do szczegółowego rozpoznania kartograficznego okolic Bydgoszczy przeprowadzonego przed aneksją Pomorza i Kujaw przez Prusy. Przewidywał on poprowadzenie Kanału dnem suchej, zatorfionej pradoliny, tzw. doliny bydgosko-nakielskiej. Ciek miał mieć długość 24,77 km i dysponować 9 śluzami, w tym 7 pod Bydgoszczą, gdzie konieczne było pokonanie różnicy poziomu terenu o wysokości 22 m. Po zajęciu miasta i Obwodu Nadnoteckiego przez Prusy w 1772 r., przystąpiono do faktycznej realizacji projektu. Wśród wielu zwolenników tego przedsięwzięcia znaleźli się: król Prus Fryderyk II, minister spraw zagranicznych Prus Ewald Friedrich von Hertzberg, Herman Jawein i Franz von Brenkenhoff.
Pierwsze ziemne prace budowlane zostały rozpoczęte wiosną 1773 r. Kopanie Kanału zaczęto od Nakła. Z zachowanych informacji wynika, że w trudnych warunkach, od wiosny 1773 do jesieni 1774 r. pracowało przy projekcie od 6 tys. do 18 tys. robotników. Po 18 miesiącach, 9 września 1774 r. dokonano uroczystego uruchomienia Kanału Bydgoskiego. Oprócz cieku głównego o łącznej długości 26,77 km, z dziewięcioma śluzami, powstał również Kanał Zasilający od strony Noteci, którego funkcja polegała na zasilaniu w wodę najwyższej przegrody Kanału.
Kanał Bydgoski stał się zwornikiem dorzeczy Odry i Wisły i elementem śródlądowej drogi wodnej z Polski do Europy Zachodniej, będącej alternatywą dla morskiej drogi handlowej przez Gdańsk. Nowy wodny szlak komunikacyjny z każdym rokiem zyskiwał na znaczeniu, tym bardziej że zmniejszyła się rola tradycyjnej drogi wiślanej, wobec podzielenia rzeki granicami przez zaborców.

### Przebudowy kanału i wzrost jego znaczenia
Od czasu budowy, przez cały XIX wiek dokonywano wielokrotnej przebudowy urządzeń hydrotechnicznych Kanału. Początkowo prace wynikały z konieczności usuwania wad technicznych, wymiany nietrwałych materiałów (drewno) oraz ustabilizowania cieku i urządzeń hydrotechnicznych w środowisku naturalnym. Pierwszą generalną przebudowę urządzeń Kanału przeprowadzono w latach 1792–1806. Przebudowano wówczas wszystkie śluzy na murowane z cegły palonej. W celu stabilizacji podłoża przy brzegach Kanału (od śluzy II do VI) powstał park, który dzisiaj istnieje pod nazwą „Planty nad Kanałem Bydgoskim”.
Wzrost ruchu jednostek żeglugowych na Brdzie i Kanale Bydgoskim był przyczyną rozbudowy infrastruktury gospodarczej: portu bydgoskiego, młynów (1772) i spichlerzy (1789), a także mostów. Od roku 1821 znaczenie drogi wodnej w obrębie węzła bydgoskiego wzrosło, gdyż po zniesieniu utrudnień związanych z prawem składu bydgoska droga wodna stała się ważną arterią w transporcie zboża zarówno z terenu Kujaw, jak i Królestwa Polskiego. Główny ruch barek kierowany był na zachód. Natomiast w latach 1825–1829, po zniesieniu swobód Gdańska, nasilił się ruch z głębi Niemiec przez Kanał Bydgoski na wschód. Droga wodna Wisła-Odra umożliwiła ruch handlowy do Szczecina i na Śląsk. Kanałem spławiano drewno galicyjskie i rosyjskie do Brandenburgii, przewożono węgiel, naftę i inne produkty. Do połowy XIX wieku Kanał miał decydujący wpływ na rozwój Bydgoszczy oraz Nakła n. Notecią.
Kolejne prace budowlano-remontowe w obrębie drogi wodnej wymusiło pojawienie się statków parowych (po 1850 r., na Kanale po 1882 r.) W związku z tym w latach 1840–1852 wzniesiono nowe masywne, granitowo-ceglane śluzy: Prądy i Osowa Góra. W 1850 r. przez Bydgoski Węzeł Wodny przeprawiano ok. 3 tys. łodzi i 6 tys. tratw rocznie. W 1855 r. uruchomiono pierwszy statek parowy, kursujący regularnie po Brdzie i Wiśle, którym przewożono towary i pasażerów między Bydgoszczą, a Toruniem.
W węźle bydgoskim duże znaczenie gospodarcze oprócz Kanału Bydgoskiego odgrywała droga wodna Wisły. Chociaż trzy rozbiory Polski oraz rozwój transportu kolejowego ujemnie wpłynęły na stan żeglugi na Wiśle, to nadal transportowano do Gdańska zboże oraz surowce masowe (węgiel i surówka żelaza). Dzięki temu w latach 40. XIX w. w Bydgoszczy powstało kilka zakładów przemysłu metalowego i maszynowego, które były zaczątkiem tej branży przemysłu w mieście. Pewne znaczenie w żegludze wiślanej zachował jeszcze spław drewna, aczkolwiek znaczną jego część przejęła nowa trasa wprost na zachód do Berlina przez Kanał Bydgoski. Bydgoszcz nie odczuła więc boleśnie spadku znaczenia gospodarczego Wisły, ponieważ dysponowała alternatywnym szlakiem wodnym.

### Regulacja Brdy
Od połowy XIX wieku rozpoczęto praktyczne działania w zakresie regulacji całej drogi wodnej Wisła-Odra, nie ograniczające się jedynie do Kanału Bydgoskiego. Nieuregulowany odcinek Brdy pomiędzy wlotem Kanału Bydgoskiego a Wisłą ograniczał rozwój żeglugi śródlądowej wskutek dużej liczby zakoli, zbyt małej głębokości rzeki (1–1,5 m w rejonie Starego Miasta), okresowego zamulenia ujścia do Wisły oraz nierówności dna z tendencją do zapiaszczenia i powstawania płycizn. Brakowało także miejsc do zimowania barek i leżakowania drewna.
W 1856 r. sporządzono pierwsze projekty regulacji Brdy, których jednak nie zrealizowano z powodu braku funduszy. Jednak rozrastające się miejscowe środowisko kupców, przedsiębiorców i przemysłowców wywierało coraz większą presję na rząd pruski, co zaowocowało decyzją o regulacji dolnej Brdy w 1875 r. W wyniku prac przeprowadzonych w latach 1876–1879 rzeka Brda na odcinku 14 km (od wlotu Kanału Bydgoskiego do Wisły) została uregulowana, poszerzona i pogłębiona. Umocniono nabrzeża, zbudowano nowy port bydgoski (1876, w dzielnicy Kapuściska Dolne), jaz iglicowy oraz dwie śluzy: Kapuściska i Brdyujście, przy czym ta ostatnia była największą śluzą na całej drodze wodnej Wisła-Odra. W miejscu ujścia Brdy do Wisły, w wyniku spiętrzenia wód w dolinie dawnej odnogi rzecznej, powstał Port Drzewny – akwen o powierzchni 60 ha, służący do magazynowania drewna przeznaczonego do spławu i przerobu w miejscowych fabrykach. Od strony Wisły usypano prawie trzykilometrowy wał chroniący port zewnętrzny (awanport) o długości 900 m i powierzchni 9 ha oraz port wewnętrzny o długości 2000 m, szerokości 330 m, głębokości 2 m, podzielony palami na pola o wymiarach 100 na 45 m. Jednocześnie zachowano stare koryto ujściowe Brdy, którym woda spływała z jazu i w efekcie w Brdyujściu powstała wyspa między obiema korytami. Port od południa zabezpieczono przed wylewami Wisły dużą groblą.
Regulacja Brdy, a zwłaszcza budowa portu spowodowała rozkwit w handlu drzewnym na terenie Bydgoszczy. Dochody z portów i ze śluzy były tak wysokie, że w ciągu 20 lat koszty budowy portu zostały zwrócone i w 1899 r. przeszły one z rąk spółki na własność państwa. Dostępność taniego surowca była przyczyną rozwoju miejscowego przemysłu drzewnego i meblarskiego, którego produkty sprzedawano w wielu krajach Europy.
Skanalizowana droga wodna od Brdy do Kanału Bydgoskiego miała teraz minimalną głębokość 1,8 m i szerokość koryta min. 30 m. Prowadzone równolegle prace przy regulacji Noteci i Warty oraz na Kanale Bydgoskim (nowa śluza Miejska od 1882) pozwoliły skrócić czas żeglugi, ale nie doprowadziły jeszcze do stanu umożliwiającego wpłynięcie na ten szlak wodny jednostek 400-tonowych.

### Regulacja Wisły
Wśród cieków łączących się w Bydgoskim Węźle Wodnym, Wisła stała się przedmiotem żywszego zainteresowania władz pruskich dopiero po 1879 r., kiedy ukończono kanalizację Odry oraz drogi wodnej Wisła-Odra. Co prawda pierwszy projekt regulacji tej drogi wodnej na obszarze Prus (222 km) powstał w 1830 r., ale do 1875 r. zdołano przeprowadzić zaledwie kosmetyczne prace, które nie spowodowały istotnej poprawy żeglowności rzeki. Złagodzono jedynie ostre krzywizny wiślanego brzegu, ubezpieczono urwiste brzegi oraz usypano niewielką liczbę tam.
W ostatniej ćwierci XIX w. podjęto decyzję o gruntownej regulacji Wisły, której celem było zbudowanie trasy żeglugowej o odpowiedniej głębokości (1,67 m) dla statków 600-tonowych. Prace miały polegać na wyprostowaniu koryta, likwidacji nierówności brzegów i dna, wysp, bocznych odnóg i lokalnych wypłyceń. Spodziewano się, że regulacja rzeki zmniejszy również zagrożenie powodziami zatorowymi. Prace przeprowadzane głównie w latach 1880–1892, a przy budowlach uzupełniających do 1914 r. doprowadziły do częściowego zrealizowania programu. Według projektu szerokość koryta Wisły miała wynosić 400 m, a główne budowle regulacyjne miały stanowić ostrogi podprądowe zbudowane z faszyny obrzuconej kamieniami. Miały one spowolnić przepływ wody w przestrzeniach między brzegiem a linią regulacyjną, doprowadzając z czasem do zamulenia i zlądowienia tych obszarów.
W rejonie Bydgoszczy i Fordonu, w efekcie prac regulacyjnych, Wisłę skierowano w 500-metrowe, pogłębione koryto ograniczone ostrogami oraz opaskami. Rzeka uzyskała bieg regularnie kręty o łagodnych krzywiznach oraz stałej szerokości koryta. W rejonie Łęgnowa zbudowano wały przeciwpowodziowe chroniące tereny rolnicze oraz linię kolejową Bydgoszcz-Toruń.
Na odcinku bydgoskim największe zmiany środowiskowe wprowadziła regulacja Wisły na wschodnim brzegu zakola Wisły oraz na brzegu zachodnim poniżej Fordonu. Prace rozpoczęto w tym rejonie w 1873 r., kiedy to zlokalizowano 6 ostróg brzegowych w strefie ujściowej lewej – głównej odnogi Wisły. Do 1884 r. zbudowano kolejnych 9 ostróg. Niesymetryczna lokalizacja ostróg wzdłuż lewego brzegu miała na celu odepchnięcie głównego nurtu Wisły na wschód i ustabilizowanie go wzdłuż Ostromeckiej Kępy Bydlęcej. W 1879 r. ostatecznie zamknięto nurt lewej odnogi Wisły tamą o długości 300 m, wskutek czego przekształciła się ona w zatokę rzeczną, a później w ciąg stawów. Natomiast Kępa Bydlęca została w połowie rozmyta wskutek erozji brzegowej. Obszar powiśla poniżej Fordonu przeznaczony do całkowitego zlądowienia, już na początku XX w. został odcięty od rzeki. Pozostało na nim ok. 40 niewielkich stawów, z których największy liczył 6 ha.
Natomiast na obszarze zakola rzeki, celem regulacji było ustabilizowanie brzegu wschodniego (po stronie Małej Kępy) i odepchnięcie głównego nurtu na zachód. Razem z pracami regulacyjnymi prowadzono osuszanie terenu, w celu wykorzystania żyznych mad doliny Wisły dla rolnictwa. Karczowano lasy łęgowe, budowano sieć rowów, dróg i obwałowań. W tym czasie z krajobrazu znikły lub zostały znacznie ograniczone pod względem zajmowanej powierzchni starorzecza i mokradła. Łącznie podczas regulacji bydgoskiego odcinka Wisły, wzdłuż obu brzegów wykonano ponad 150 ostróg, o długości od kilkunastu do 300 m. Docelowa linia brzegowa pomiędzy ostrogami ukształtowała się w ciągu kilkudziesięciu lat.
Regulacja Wisły pod Fordonem doprowadziła do zalądowienia obszaru kilkuset hektarów, jednak nie zapewniła osiągnięcia założonych celów, czyli umożliwienia żeglugi barkom 600-tonowym. Nie osiągnięto nawet głębokości 1,5 m wymaganej dla statków 400-tonowych. W najlepszym wypadku do Warszawy docierały statki 300-tonowe i to przy wysokim stanie wody. Niemniej, poprzez prace regulacyjne zlikwidowano podstawowe źródła niebezpieczeństw nawigacyjnych i powodziowych na Wiśle.
W 1891 r. rozpoczęto nad Wisłą w Fordonie wznoszenie mostu stalowego kolejowo-drogowego o 18 przęsłach i długości 1325 m. Budowę ukończono w 1895 r. Ze względu na znaczenie strategiczne przeprawa została silnie ufortyfikowana warowniami i basztami strzelniczymi. Do czasu zniszczenia w 1945 r. był to najdłuższy most w Niemczech i na ziemiach polskich oraz trzeci co do długości w Europie.

### Kanalizacja górnej Noteci
Zobacz też: Historia Kanału Górnonoteckiego
Równocześnie z kanalizacją dolnej Brdy oraz regulacją Wisły powstał projekt kanalizacji górnej Noteci od jeziora Gopło do Kanału Bydgoskiego. Prace regulacyjne przeprowadzono w latach 1878–1882.
Otwarty 25 września 1882 r. skanalizowany szlak wodny liczył 105 km długości, z czego ponad 30 km przypadało na nowe przekopy rzeczne (Kanał Górnonotecki). Zbudowano od podstaw, bądź przebudowano 8 śluz i 7 jazów, z czego 3 wykonano na starym kanale zasilającym w pobliżu Bydgoszczy (śluzy: Lisi Ogon, Łochowo, Dębinek). Szlak wodny umożliwiał transport statkami o wyporności do 150 ton. Kanał Górnonotecki stał się kolejnym elementem Bydgoskiego Węzła Wodnego, który umożliwił żeglugę na ziemie Kujaw i Wielkopolski oraz transport wodny płodów rolnych i bogactw naturalnych z tych regionów.

### Apogeum rozwoju Bydgoskiego Węzła Wodnego
Lata 1890–1915 to okres najintensywniejszego rozwoju Bydgoskiego Węzła Wodnego, który nie miał precedensu we wcześniejszej, ani późniejszej historii. W ujściowym odcinku Brdy w 1890 r. powstało duże przedsiębiorstwo żeglugowe (Bromberger Schleppschriffahrt Aktiengesellschaft – Bydgoskie Towarzystwo Holownicze), które w dawnym meandrze rzecznym urządziło port wraz ze stocznią i fabryką maszyn. Spółka rozwinęła w Brdyujściu cały zespół fabryk (również tartaki, cegielnię i gorzelnię), który zapoczątkował zabudowę przemysłową rejonów ujścia Brdy do Wisły. W 1897 r. z inicjatywy spółki wykonano przekop pod główny nurt rzeki, z pominięciem portu (obecny rejon ul. Spornej), w wyniku czego powstała nowa duża wyspa na Brdzie. Spółka wybudowała również drogę oraz dwa stalowe mosty na Brdzie.
Wzrost gospodarczego znaczenia dolnej Brdy był przyczyną permanentnego udoskonalania tej drogi wodnej. Kolejne przebudowy podjęto w latach 1902–1906 r. Były one konsekwencją nacisków miejscowego środowiska przemysłowców domagającego się od rządu m.in. powiększenia Portu Drzewnego w Brdyujściu. Usunięto wówczas śluzę Kapuściska (1910), natomiast w miejsce jazów iglicowych wybudowano jaz walcowy w Brdyujściu, który w większym, niż dotychczas stopniu podpiętrzył wody Brdy. Port Drzewny powiększył się do 95 ha, spełniając odtąd również rolę portu zimowego dla statków i barek. Rzeka zalała terasę zalewową do ul. Spornej na powierzchni ok. 45 ha. Wskutek prac regulacyjnych i budowie budowli piętrzących powiększono głębokość rzeki o 3,7 m i ustabilizowano jej poziom od ujścia, aż do centrum Bydgoszczy, uniezależniając go od sytuacji hydrologicznej na Wiśle. Brdę w nowym stanie oddano do użytku publicznego 11 czerwca 1906
Dzięki modernizacji węzła wodnego w znacznym stopniu rozwinął się miejscowy przemysł drzewny. W latach 1873–1907 spławiano Kanałem Bydgoskim do Berlina, Szczecina i Hamburga średnio rocznie 40 tys. tratw, które pochodziły z Królestwa Kongresowego, Galicji, Rosji, Prus Wschodnich i Borów Tucholskich. W 1906 r. spławiono przez Brdyujście ok. 4,8 mln m³ drewna, co stanowiło 33% rocznego dowozu tego towaru do Cesarstwa Niemieckiego.
W 1906 r. rozpoczęto prace studialne nad kolejną przebudową drogi wodnej Wisła-Odra, która miała stać się elementem Kanału Centralnego, od wschodnich do zachodnich granic Rzeszy Niemieckiej. Rezultatem projektu miała być możliwość żeglugi przez Bydgoski Węzeł Wodny barek o tonażu 400 ton, powszechnie stosowanych na wodach Europy Zachodniej. Prace w obrębie Bydgoszczy rozpoczęto w 1910 r. i prowadzono do 1912 r. Powstał nowy odcinek Kanału Bydgoskiego o długości 1,63 km, wraz z dwoma nowymi śluzami: Okole i Czyżkówko. Przebudowano również mosty nad Brdą, zwiększając ich prześwity (Królowej Jadwigi, Sulimy-Kamińskiego, Solidarności, Bernardyński) oraz wybudowano nowe przeprawy kolejowe i drogowe nad nowym odcinkiem Kanału. Powstała również nowa murowana śluza Miejska (istniejąca do dziś). Wskutek odcięcia ciekami fragmentu Śródmieścia powstała Wyspa Kanałowa. Pełnej eksploatacji drogi Odra-Wisła przeszkodziła I wojna światowa, niemniej całość prac hydrotechnicznych lat 1873–1915 spowodowała dwukrotne powiększenie żeglugi na Kanale Bydgoskim.
Stary odcinek Kanału o długości 3,5 km z 5 śluzami pozostał jako odcinek rezerwowy, nieużywany, lecz w pełni sprawny pod względem technicznym. Istniejący w okolicy tego cieku park, przez cały wiek XIX i I połowę XX, stanowił główne miejskie centrum rozrywkowo-wypoczynkowe. W otoczenie okazałego starodrzewu, alei spacerowych i zabytkowych śluz wkomponowano liczne restauracje (pierwsza założona w 1838), wypożyczalnie łodzi, lunaparki.

### Transport na Kanale Bydgoskim
Zobacz: Transport na Kanale Bydgoskim w latach 1774–1912
Otwarcie w 1774 r. drogi wodnej na zachód Europy było przyczyną awansu gospodarczego Bydgoszczy. Po otwarciu Kanału Bydgoszcz wyprzedziła pozostałe miasta nad dolną Wisłą w handlu zbożowym, a od lat 60. XIX w. zajęła jedyne stanowisko w handlu drzewnym. Przemysł zbożowy i drzewny powstał dzięki dowozowi tych towarów Wisłą, a kwitł jedynie eksportem przez Kanał Bydgoski. Port bydgoski służył zatem tranzytowi towarów z Wisły na Kanał i odwrotnie.
Apogeum przewozów towarowych przez Bydgoski Węzeł Wodny w kierunku Odry nastąpiło w I dziesięcioleciu XX wieku. Tonaż towarów transportowanych Kanałem Bydgoskim sięgał wówczas 600 tys. ton rocznie. Dominował ruch na zachód, w tym przede wszystkim spław drewna (94% udział). Transportowano także cukier z cukrowni powiatu wyrzyskiego i Kujaw, który dopływał do BWW Kanałem Górnonoteckim, zboże i mąkę oraz sodę i sól z okolic Inowrocławia oraz wiele innych towarów, w tym sprowadzane z zachodu maszyny, urządzenia i towary kolonialne. Od początku XX wieku, wskutek wzrostu liczby parowców zaznaczyła się tendencja wzrostu żeglugi, kosztem spławu drewna, zwłaszcza na kierunku zachód-wschód.
Bydgoszcz na początku XX wieku należała do miast, w których spław i żegluga śródlądowa miały wyjątkowo duże znaczenie dla miejskiej gospodarki. W 1897 r. w Bydgoszczy działało 111 przedsiębiorstw związanych z transportem wodnym. Liczba zatrudnionych w tych działach wynosiła w 1897 r. 3030 osób, wobec 1159 w Gdańsku i 475 w Poznaniu.

### Budowa elektrowni wodnych
Na przełomie XIX i XX wieku rozpoczęto wykorzystywać stopnie wodne na BWW dla wytwarzania energii elektrycznej. Pierwsze elektrownie wodne powstały: na Wyspie Młyńskiej (1898), w Smukale i w Brdyujściu przy jazie walcowym, a w latach 20. XX w. – przy jazie farnym.

### Wykorzystanie rekreacyjne BWW
Zobacz: Historia Plant nad Starym Kanałem Bydgoskim
Ogrody i pierwsze parki nad Brdą zakładano już w okresie staropolskim, jednak pierwszy ogólnodostępny park przyniósł Bydgoszczy na przełomie XVIII/XIX w. nowo wybudowany Kanał Bydgoski. Pod kierunkiem inspektora Ernsta Conrada Petersona, od 1802 r. zadrzewiano okolice Kanału z przekonaniem, że roślinność ograniczy erozję brzegów i ustabilizuje grząskie podłoże. Pierwsza aleja spacerowa wiodąca od starego miasta Bydgoszczy wzdłuż Kanału Bydgoskiego powstała w czasach Księstwa Warszawskiego. W 1832 r. powstało Towarzystwo Upiększania Miasta, które zaczęło realizować planowe działania konserwatorskie. Powszechnym terenem wypoczynku i rozrywki stały się już w I połowie XIX wieku Planty nad Kanałem Bydgoskim. Przedsiębiorcy otwierali tam restauracje (pierwsza w 1838) oraz organizowali różne atrakcje (łódki, potańcówki, wystawy, teatr letni, lodowiska itp.). Najbardziej reprezentacyjna trasa spacerowa wiodła ok. 4 km, od Śluzy Miejskiej do VI śluzy. Po wyłączeniu odcinka starego Kanału Bydgoskiego z użytkowania w 1915 r. przeznaczono go wyłącznie dla celów rekreacyjnych, a Planty nad Starym Kanałem stały się wyróżnikiem Bydgoszczy w przewodnikach turystycznych i nieodzownym punktem programu zwiedzania miasta przez turystów.
W połowie XIX wieku zapoczatkowano żeglugę pasażerską na Brdzie i Wiśle. 8 maja 1856 r. miejscowy przedsiębiorca Julius Rosenthal zakupił dwa bocznokołowe parowce pasażersko-towarowe „Toruń” i „Kurier”, które rozpoczęły regularne kursy na Wiśle między Bydgoszczą, a Toruniem. Były to pierwsze parowce kursujące po Brdzie. Od 1857 r. żeglugę prowadzono na czterech jednostkach, które dopływały do granicy prusko-rosyjskiej.

### Początki sportu w BWW
W latach 80. XIX w. powstał pierwszy klub wioślarski w Bydgoszczy, który zapoczątkował sportowe użytkowanie Bydgoskiego Węzła Wodnego. W 1912 r. urządzono po raz pierwszy krajowe regaty wioślarskie w porcie drzewnym. Regaty Wschodnioniemieckie były rozgrywane corocznie do 1916 r., a uczestniczyły w nich liczne towarzystwa wioślarskie z całych Niemiec.

## Okres międzywojenny 1920–1939

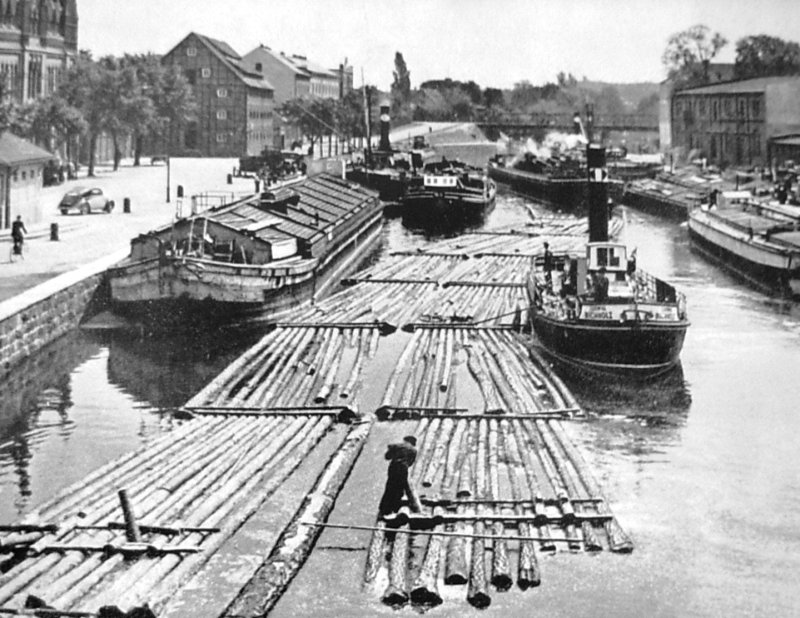
Załadunek w Starym Porcie

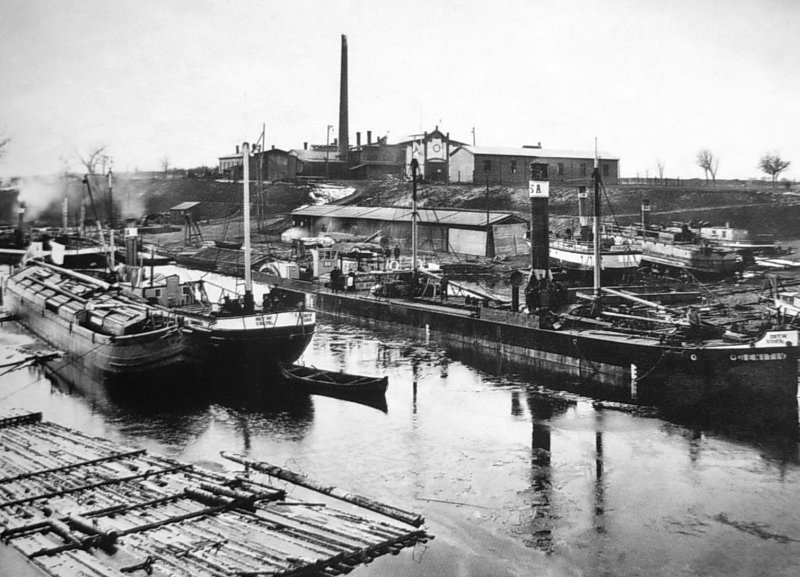
Stocznia Lloyda Bydgoskiego

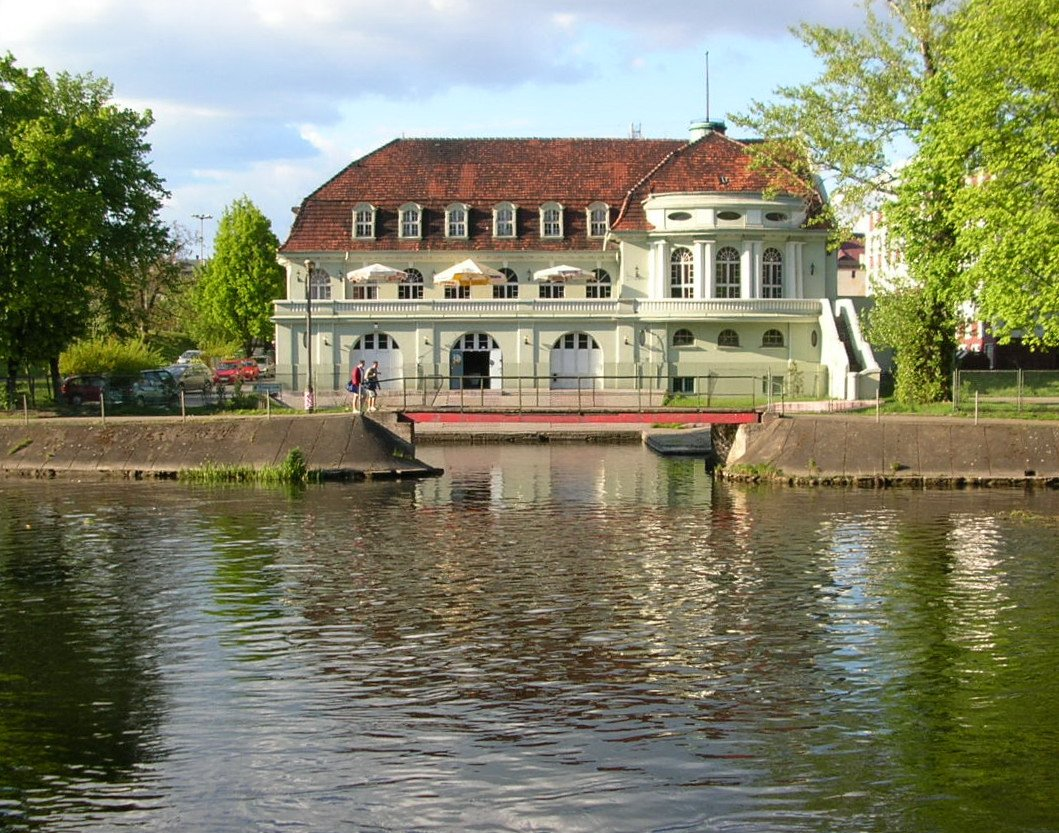
Siedziba Klubu Wioślarskiego „Frithjof”

### Rola gospodarcza
Po odzyskaniu niepodległości przez Polskę i przegrodzeniu Noteci granicą z Niemcami, droga wodna Wisła-Odra straciła na znaczeniu, w przeciwieństwie do południkowo położonej Wisły. Z powodu nałożenia wysokich ceł na polskie towary transportowane do Niemiec oraz niskich taryf towarowych stosowanych przez PKP spadło znaczenie gospodarcze Kanału Bydgoskiego.
Droga wodna przez Kanał Bydgoski od 1920 r. była wykorzystywana prawie wyłącznie w handlu drewnem. Wyjątek stanowił niewielki eksport artykułów przemysłowych do Rzeszy. Większość eksportu zboża, mąki, cukru i innych towarów przeniosła się do portów nadbałtyckich drogą wodną przez Wisłę. W tej sytuacji Bydgoszcz zaczęła pełnić rolę zaplecza przemysłowego dla Gdyni. Wobec braku miejsca w gdańskich spichlerzach, w bydgoskich elewatorach gromadzono polskie zboże przeznaczone na eksport. W 1925 r. otwarto w Bydgoszczy jedyną w kraju Giełdę Drzewną, a w 1933 r. Giełdę Zbożowo-Towarową.
Przewozy Kanałem Bydgoskim wynosiły średnio 44–196 tys. ton towarów w latach 20. i ok. 100 tys. ton w latach „wielkiego kryzysu”. Stanowiło to tylko ¼ przewozów notowanych w 1900 r. Zmienił się również dominujący kierunek przewozów z zachodniego na wschodni w kierunku na Wisłę. Na zachód transportowano przede wszystkim drewno, natomiast na wschód ziemiopłody i nawozy sztuczne. Kanałem prowadzono również tranzyt niemiecki między Rzeszą, a Prusami Wschodnimi (ok. 94 tys. ton w 1938) W 1938 r. miesięcznie przepływało przez Bydgoszczy około 240 barek.
Kanał Bydgoski zachował duże znaczenie gospodarcze głównie dla Kujaw, Pałuk i Krajny oraz ziem nad dolną Notecią połączonych z Bydgoskim Węzłem Wodnym za pośrednictwem kanałów: Bydgoskiego i Górnonoteckiego. Transport towarów z tych ziem, a także węgla ze Śląska prowadzono drogą wodną Noteć Górna – Kanał Bydgoski – Wisła do Gdańska. Tą drogą przeprawiono w okresie międzywojennym 40% ogólnego eksportu polskiego zboża oraz cały eksport cukru i sody.
W latach 20. XX w. rozważano projekt budowy kanału łączącego Śląsk z Wisłą w rejonie Bydgoszczy lub Torunia, w celu ekonomicznego przewozu węgla kamiennego, który był głównym surowcem eksportowym Polski. W 1925 r. T. Tillinger opracował projekt kanału Gopło-Wisła o długości 126 km, który miał łączyć się z Wisłą w Łęgnowie, gdzie w pobliżu stacji kolejowej zaplanowano lokalizację portu śródlądowego. Projekt ten został jednak wyparty przez szybciej i taniej zbudowaną w latach 1926–1934 magistralę węglową Herby Nowe – Bydgoszcz – Gdynia.
Na terenie Bydgoszczy działało kilka przedsiębiorstw żeglugowych, które prowadziły zarówno działalność gospodarczą, jak również przewozy turystyczne. Największymi były: Lloyd Bydgoski (największy armator śródlądowy w Polsce), PŻR „Vistula”, Zjednoczenie Żeglugi Śródlądowej. Liczba statków pływających w ramach żeglugi bydgoskiej wynosiła 71 w 1935 r. i 97 w 1937. Najwięcej barek znajdowało się jednak w rękach prywatnych. Według Urzędu Pomiarowego, w roku 1933 były zarejestrowane w Bydgoszczy 123 barki, podczas gdy w Toruniu 14, a w Gdańsku 61.
W 1938 r. powstało Zrzeszenie Właścicieli Barek i Holowników Żeglugi Śródlądowej w Bydgoszczy z połączenia odrębnych organizacji działających wcześniej w Bydgoszczy i Toruniu. Centrala zrzeszenia znajdowała się w Bydgoszczy, oddziały w Toruniu, Włocławku i Płocku, a agentura w Gdańsku.

### Rozwój turystyki
W okresie międzywojennym Bydgoski Węzeł Wodny obok funkcji gospodarczej, spełniał także rolę rekreacyjną, turystyczną i sportową. Po kanale, Brdzie i Wiśle Lloyd Bydgoski oraz Polska Żegluga Rzeczna „Vistula” prowadziły regularną komunikację pasażerską. Główna bydgoska przystań znajdowała się przy Poczcie Głównej w centrum miasta, a przystanie dodatkowe przy torze regatowym oraz w Fordonie. Statki „Lloyda Bydgoskiego” – „Wisła”, „Konrad” i „Neptun” były przystosowanymi do przewozów pasażerskich holownikami parowymi, natomiast statek „Wisła” należący do PŻR „Vistula” posiadał salon i kabinę pod pokładem. Prowadzono nim rejsy po Wiśle, głównie do Chełmna i Torunia. Po Brdzie pływały również dwa prywatne tramwaje wodne.
Bydgoszcz była predestynowana do rozwoju kajakarstwa turystycznego z uwagi na to, że tutaj kończył się szlak turystyczno-kajakowy Brdy. Pierwsze zawody kajakowe na trasie Koronowo-Bydgoszcz rozegrano w 1936 r. W 1937 r. stanęły w nich do współzawodnictwa 84 załogi z całego kraju. Co roku odbywały się również regaty na trasie Bydgoszcz-Łęgnowo oraz tzw. „wianki” na Brdzie. Flotylla udekorowanych kwiatami łodzi płynęła wówczas do Śródmieścia oklaskiwana przez tłum widzów.

### Sport
Okres międzywojenny był czasem, kiedy znacznie wzrosło wykorzystanie BWW do uprawiania sportu, w tym wyczynowego. W latach 20. i 30. XX w. w Bydgoszczy powstało 9 klubów wioślarskich oraz podobna liczba sekcji kajakarskich i żeglarskich. W 1937 r. w mieście istniało 12 klubów uprawiających sporty wodne, w których trenowało 1116 wioślarzy na 112 łodziach.
Na miejskim odcinku Brdy zbudowano 11 przystani wioślarskich i kajakarskich. Były one zlokalizowane w większości na wschód od Starego Miasta na obszarze zwanym „dzielnicą wioślarzy”.
Duże znaczenie dla rozwoju sportu i rekreacji w Bydgoskim Węźle Wodnym miało przekształcenie po 1920 r. dotychczasowego portu drzewnego w Brdyujściu w największy w Polsce tor regatowy. Pierwsze regaty wioślarskie i kajakowe o mistrzostwo Polski zorganizowało tu Bydgoskie Towarzystwo Wioślarskie w 1920 r. W ciągu kilku lat na wyspie między Brdą, Wisłą wybudowano trybuny na 2500 widzów, szałasy wioślarskie i wytyczono tor wodny. W efekcie naturalny tor regatowy stał się areną corocznych imprez krajowych i międzynarodowych. W 1929 r. rozegrano w Bydgoszczy Mistrzostwa Europy w Wioślarstwie, podczas których polska załoga złożona z bydgoszczan zdobyła brązowy medal, powtarzając sukces z Igrzysk Olimpijskich w Amsterdamie w 1928 r.
Sukcesy (liczne mistrzostwa Polski z rzędu) w okresie międzywojennym notowały kluby: BTW, Kolejowy KW, Bydgoski Klub Wioślarek oraz Klub Sportowy „Wodnik”. Z uwagi na rozwiniętą infrastrukturę do uprawiania sportów wodnych oraz sukcesy sportowe nazywano Bydgoszcz w dwudziestoleciu międzywojennym „polskim Henley” lub „miastem wioślarzy”.

### Rekreacja
Wzdłuż cieków Bydgoskiego Węzła Wodnego urządzono główne miejskie tereny parkowe. Najważniejszym centrum rozrywkowo-wypoczynkowym Bydgoszczy w okresie międzywojennym były planty nad Kanałem Bydgoskim. Wzdłuż starego odcinka kanału prowadził szlak spacerowy, z rozsianymi ogrodami restauracyjnymi oraz atrakcjami służącymi rozrywce i rekreacji. Dopełnieniem plant były bulwary nad Brdą, wiodące od Jachcic poprzez ogrody Jagiełły i „dzielnicę wioślarzy” do młynów Kentzera. Natomiast tereny nad Wisłą zostały uporządowane w pobliżu Fordonu, gdzie urządzono bulwar oraz kąpielisko.

## Okres okupacji niemieckiej 1939–1945

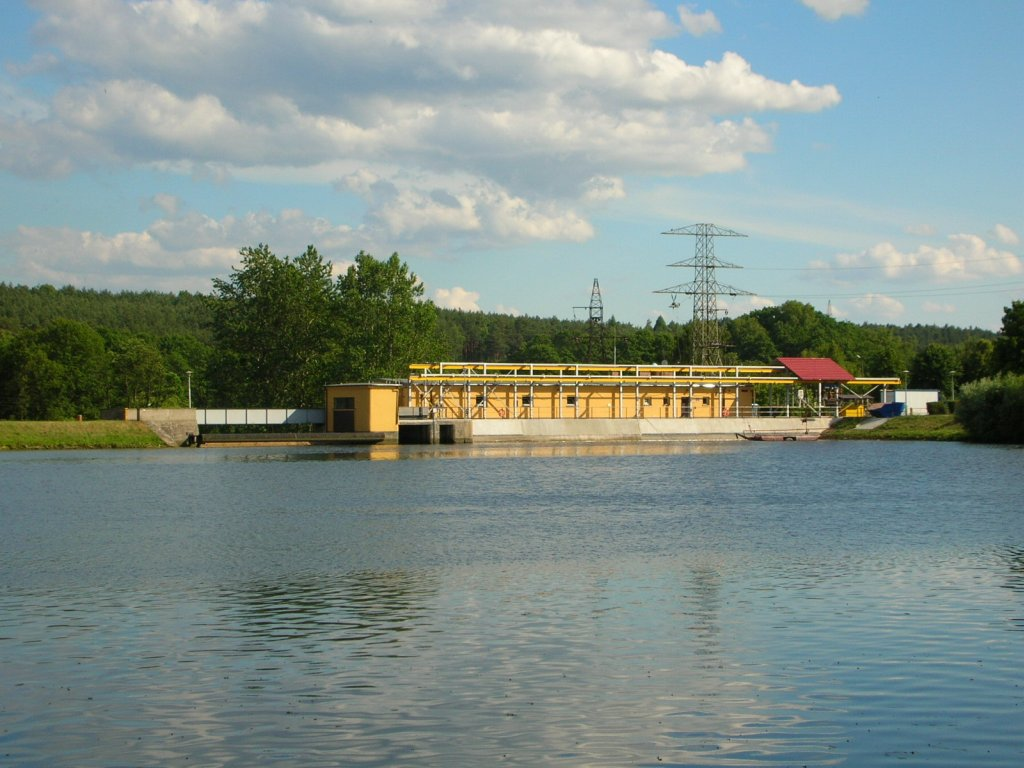
Zapora i elektrownia wodna w Smukale

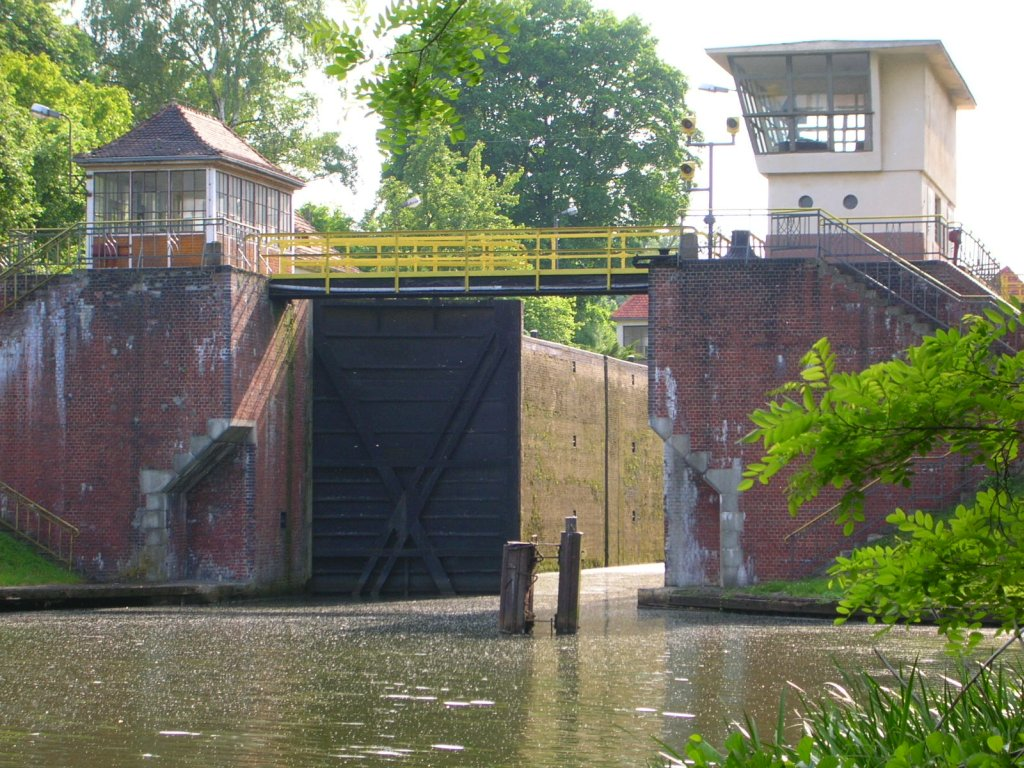
Śluza Okole

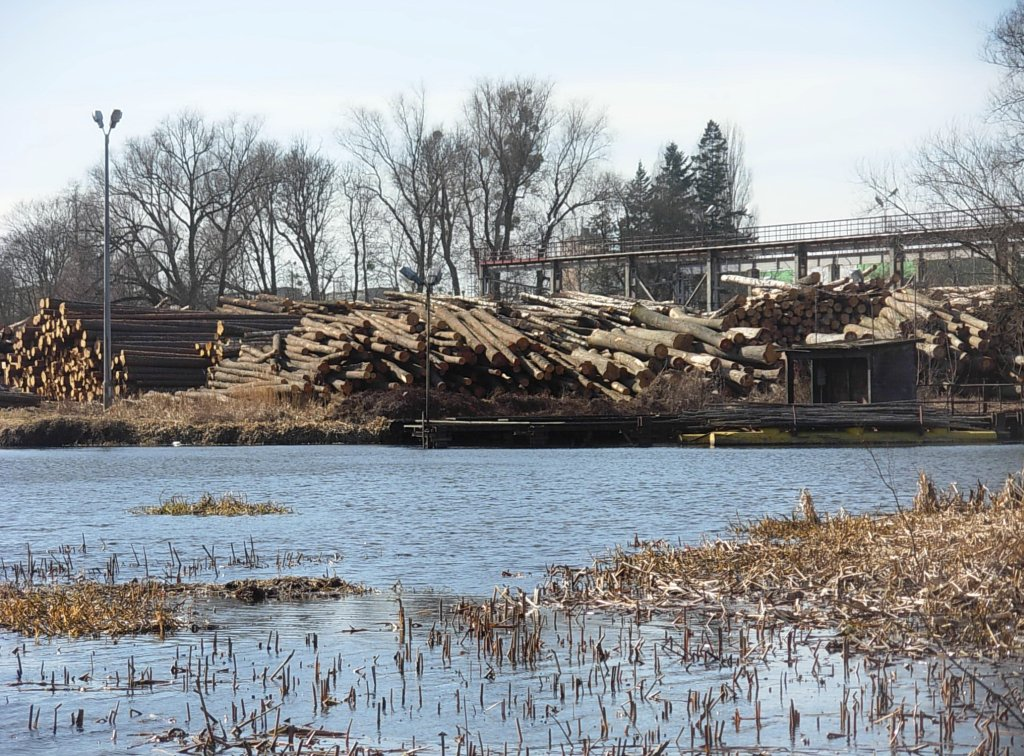
Skład drewna (Sklejka-Multi) nad Brdą

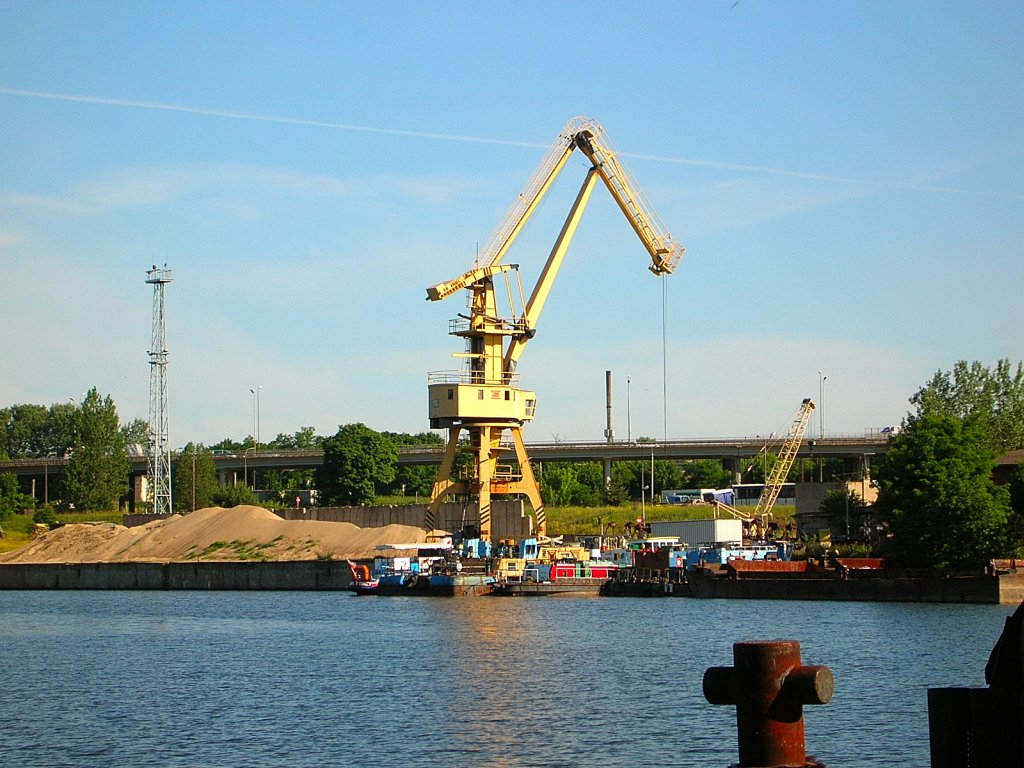
Port rzeczny Żeglugi Bydgoskiej nad Brdą

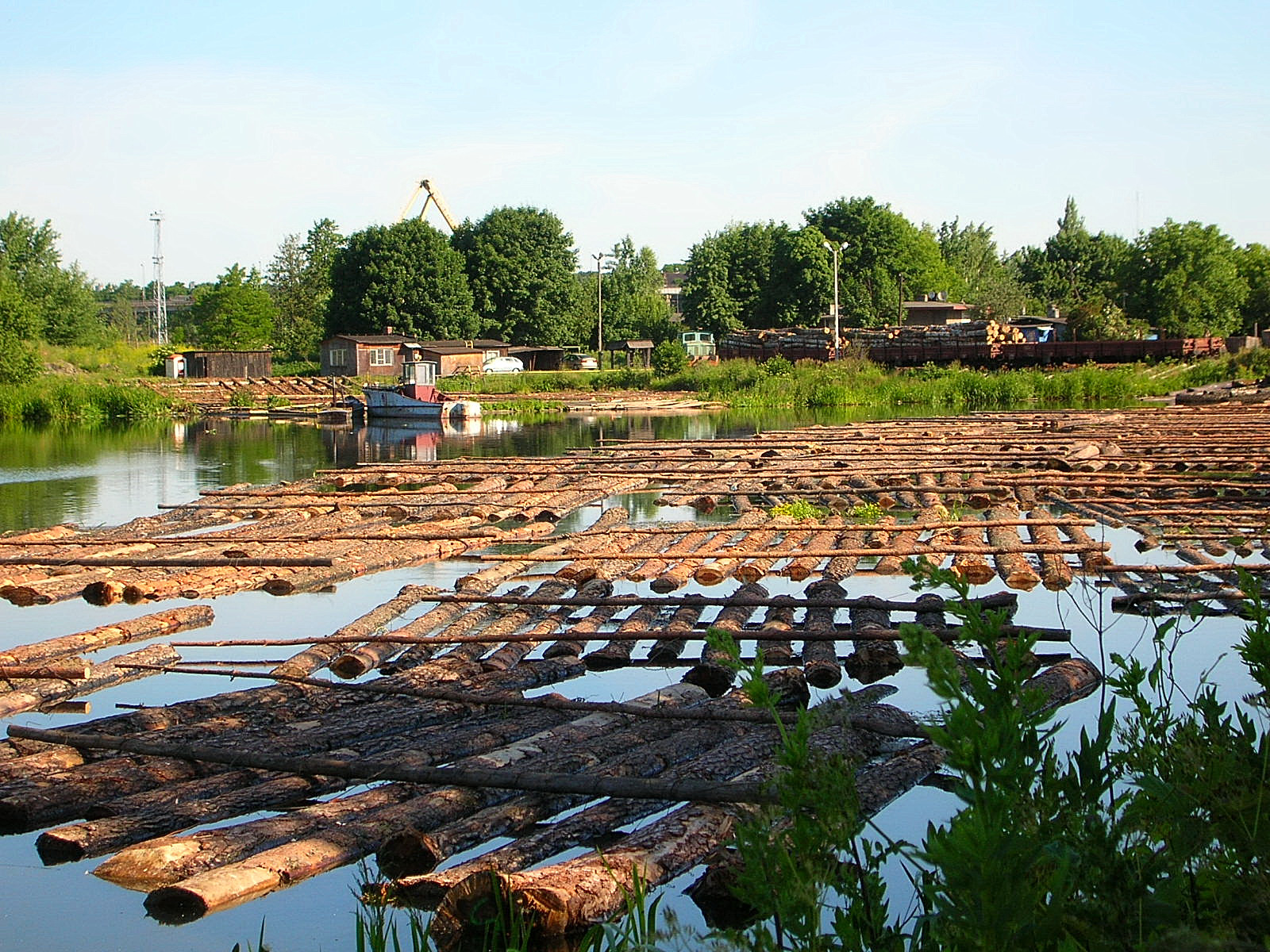
Tratwy w porcie drzewnym

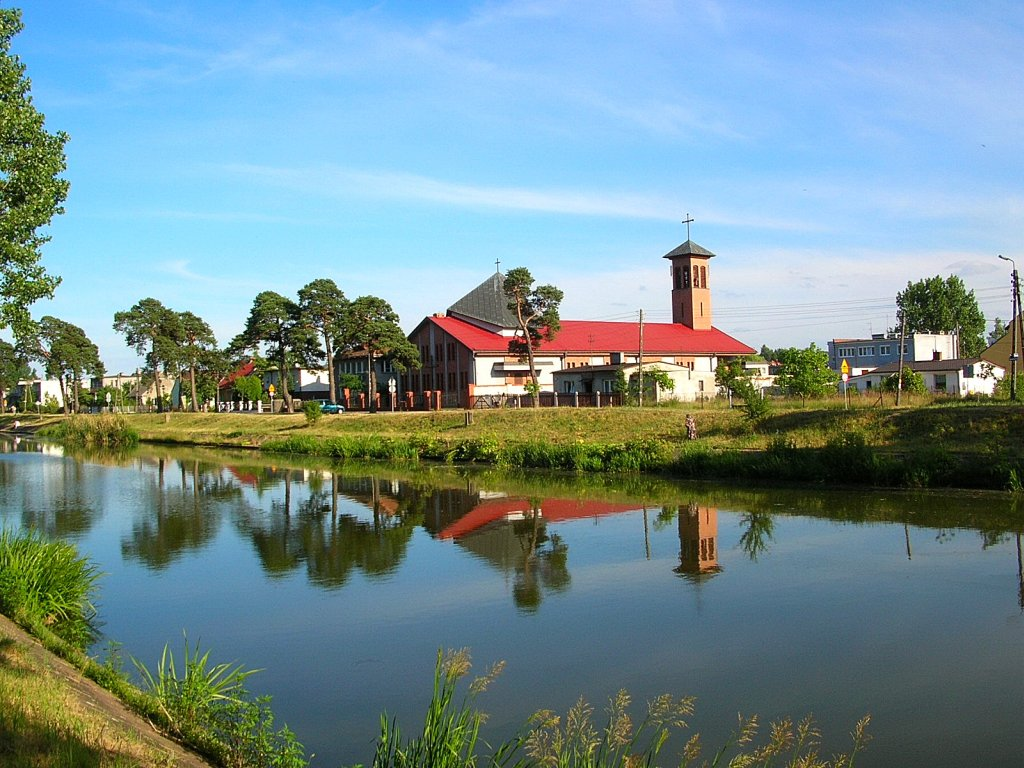
Kościół nad Kanałem Bydgoskim

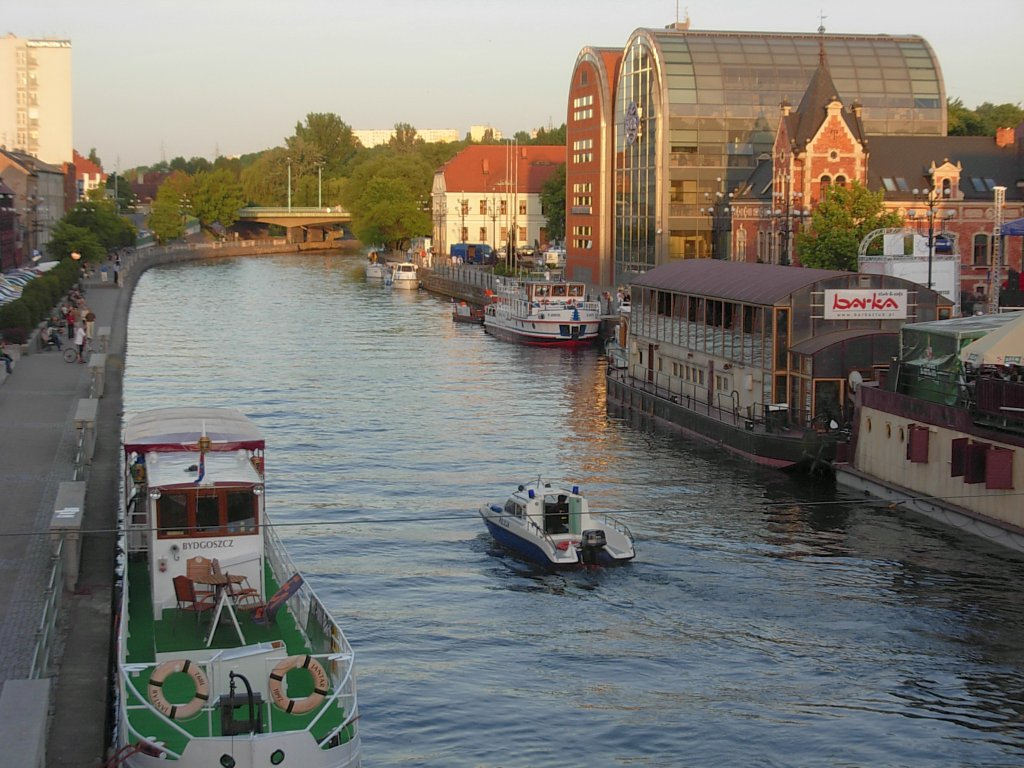
Brda w centrum Bydgoszczy

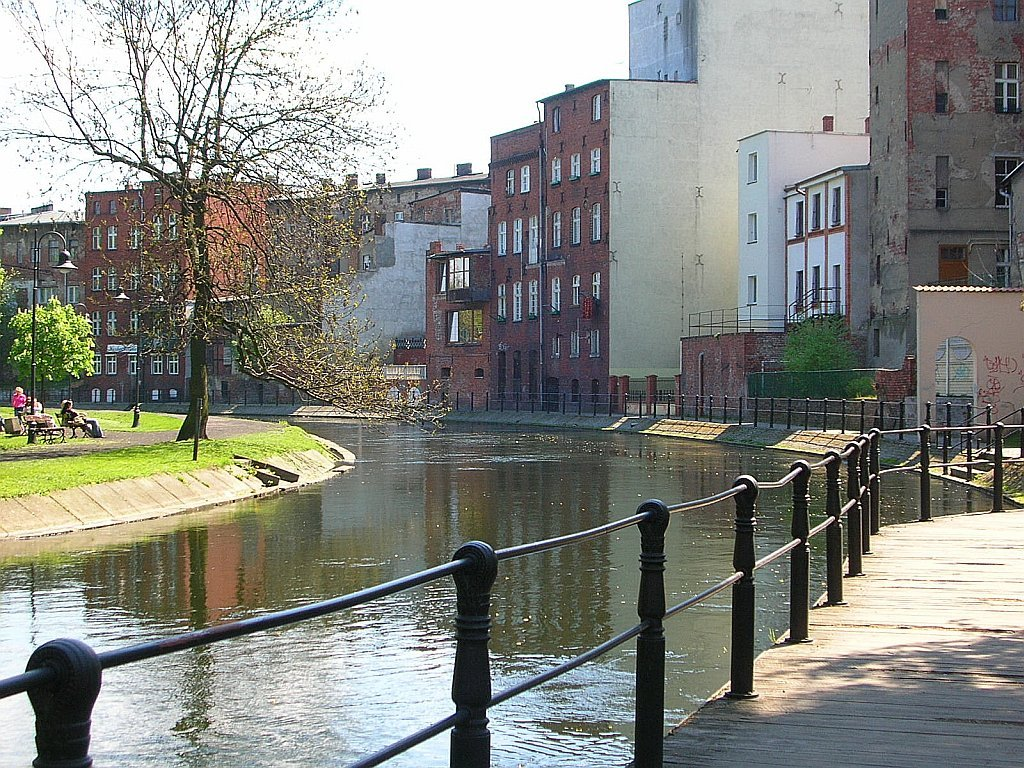
Na Wyspie Młyńskiej

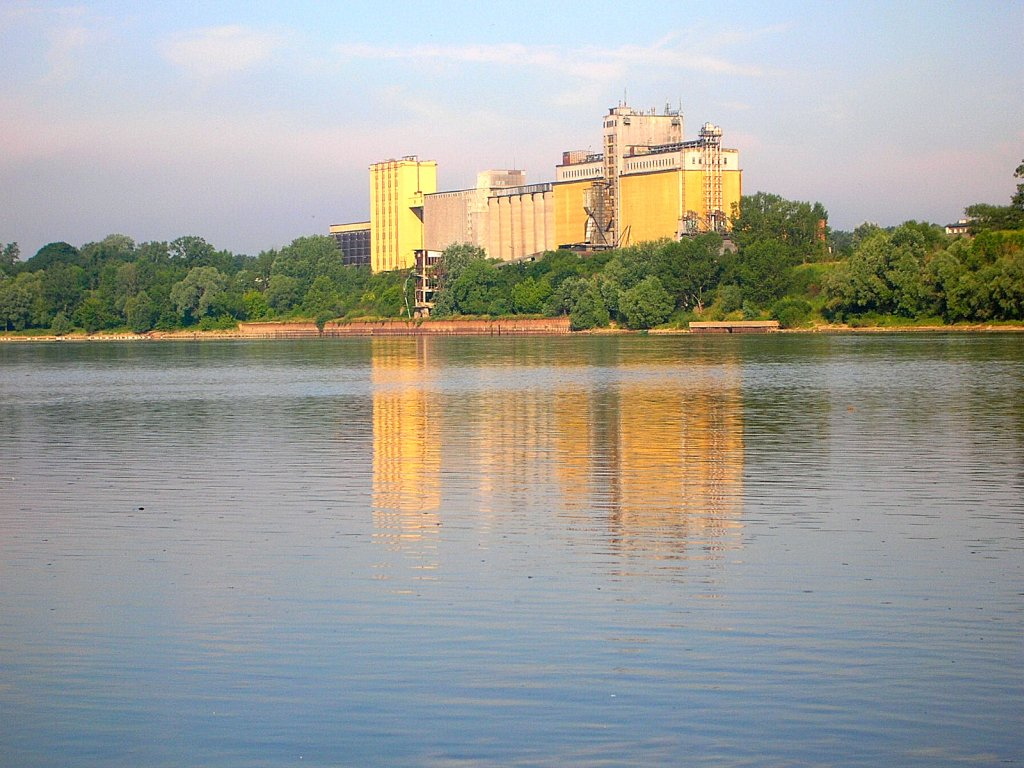
Słodownia nad Wisłą w Bydgoszczy

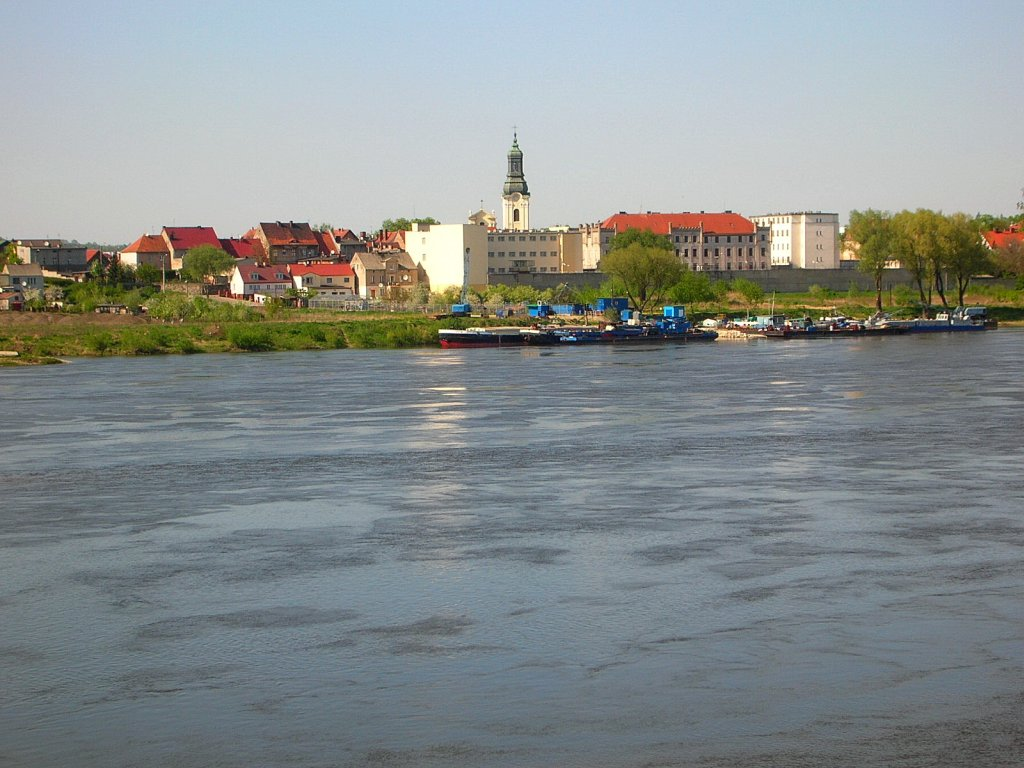
Panorama nadwiślańska Fordonu

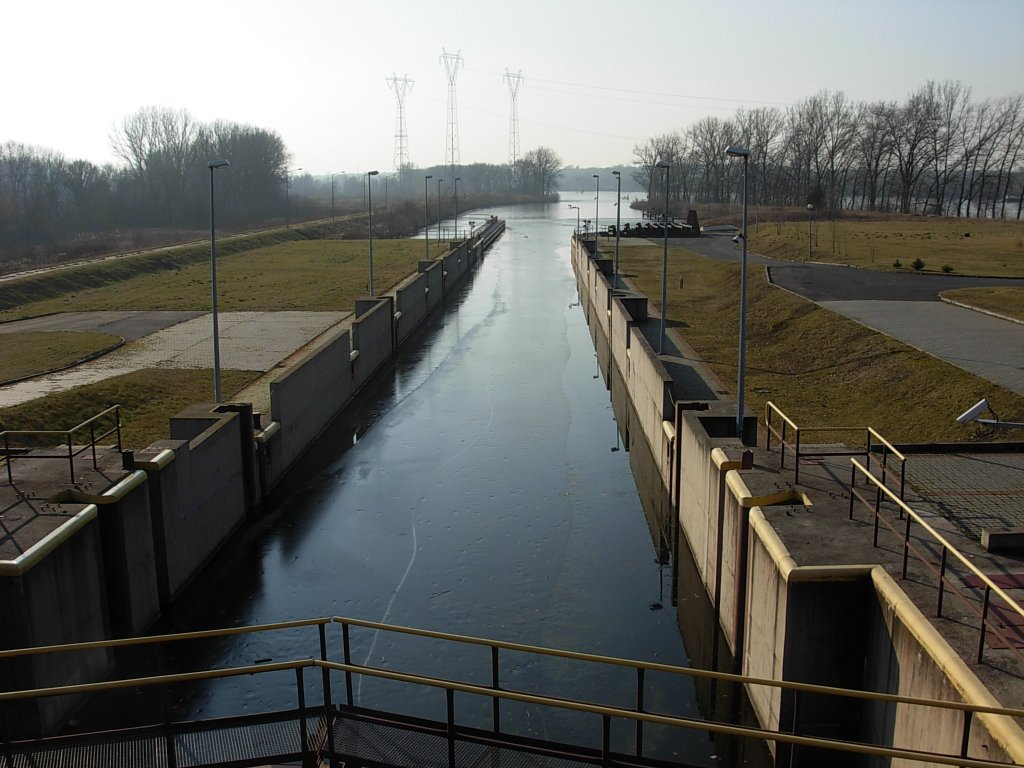
Śluza Czersko Polskie zbudowana w 1999

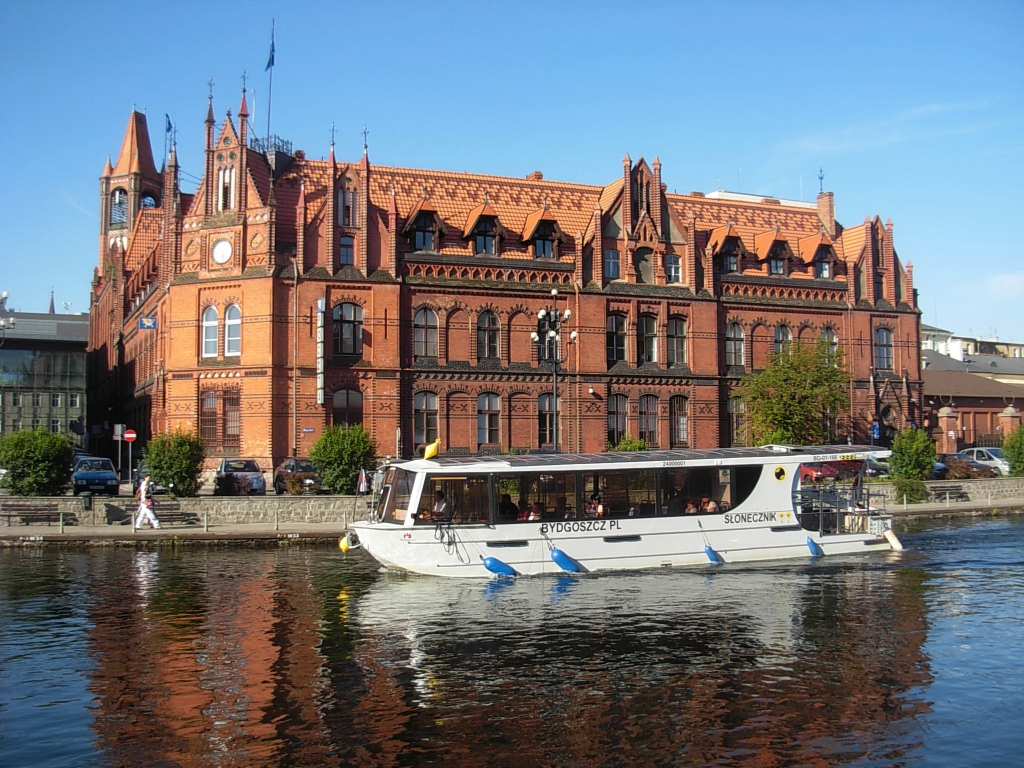
Bydgoski Tramwaj Wodny

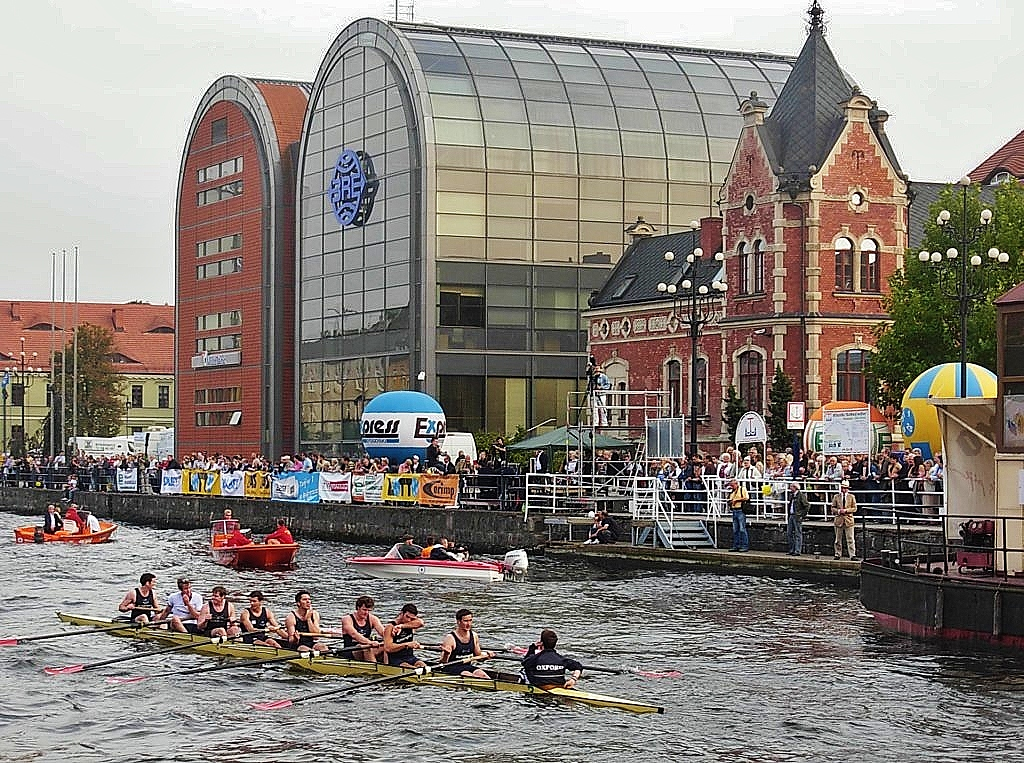
Wielka Wioślarska o Puchar Brdy

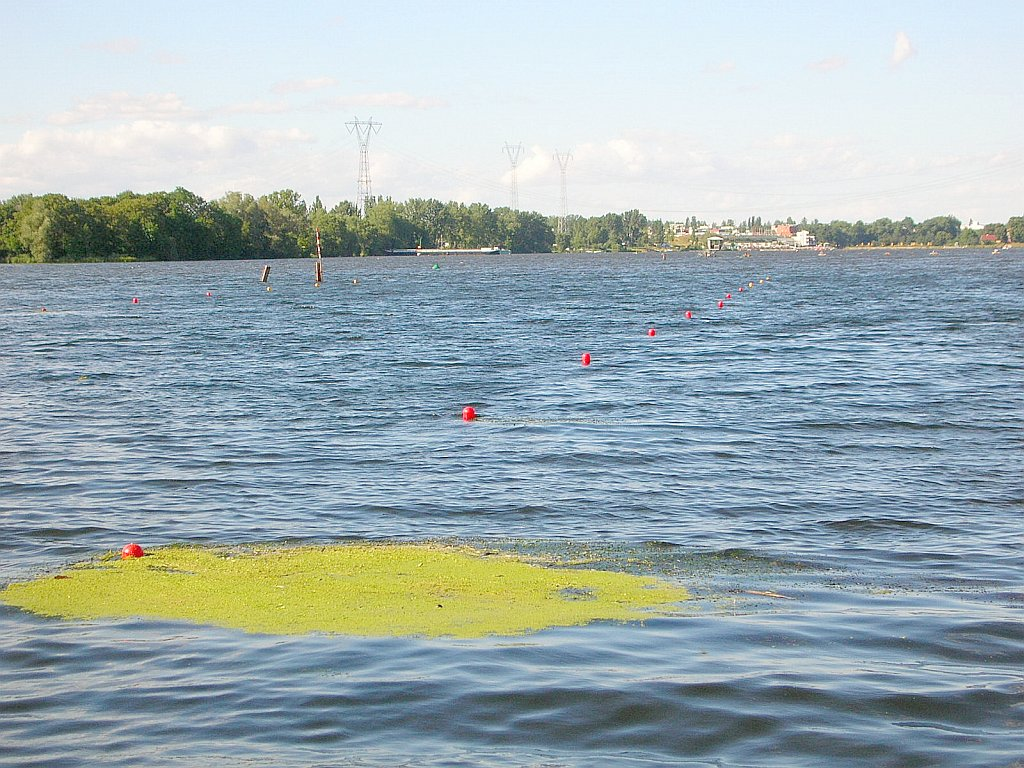
Tor regatowy

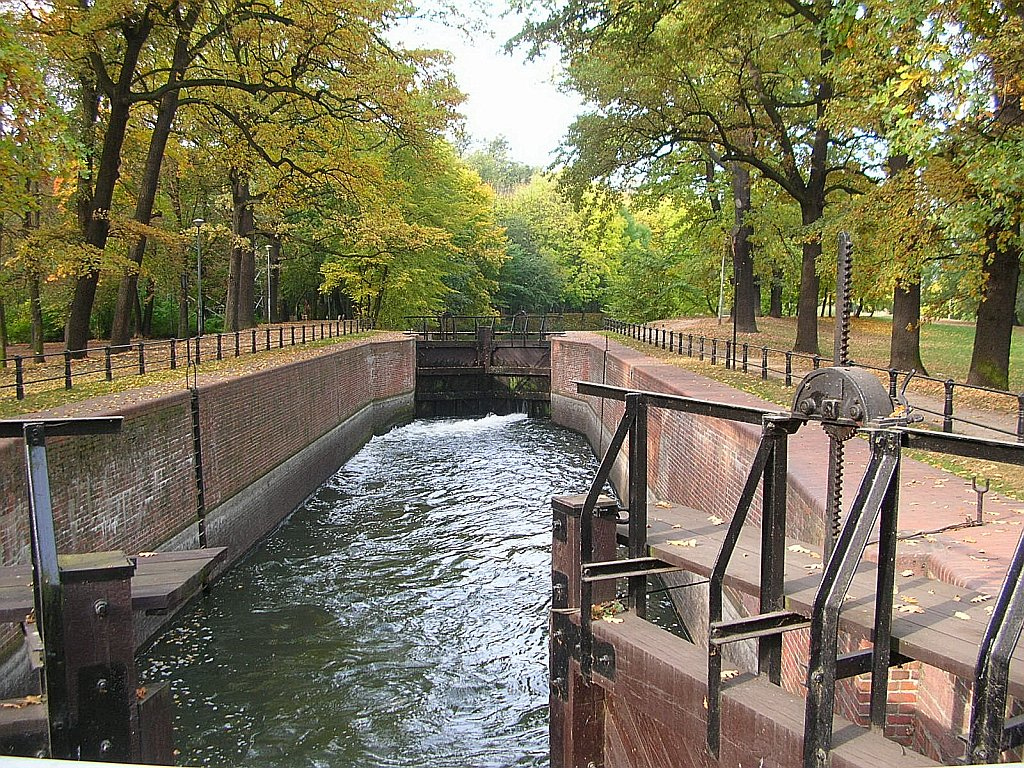
Śluza V Czarna Droga

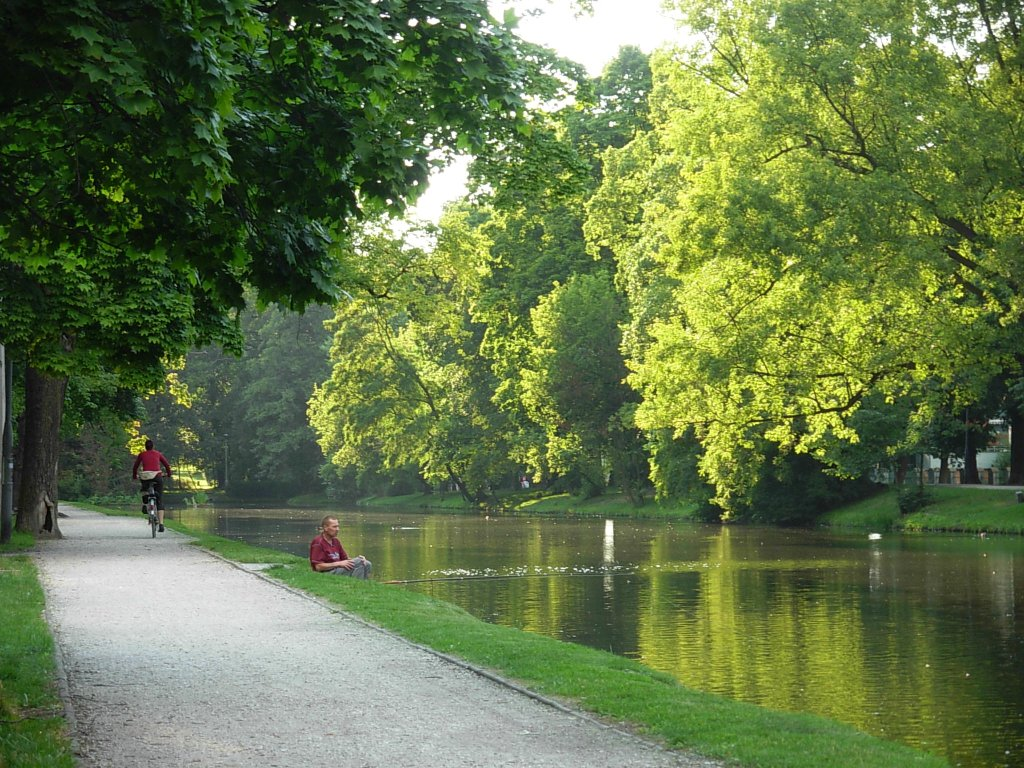
Park nad Starym Kanałem

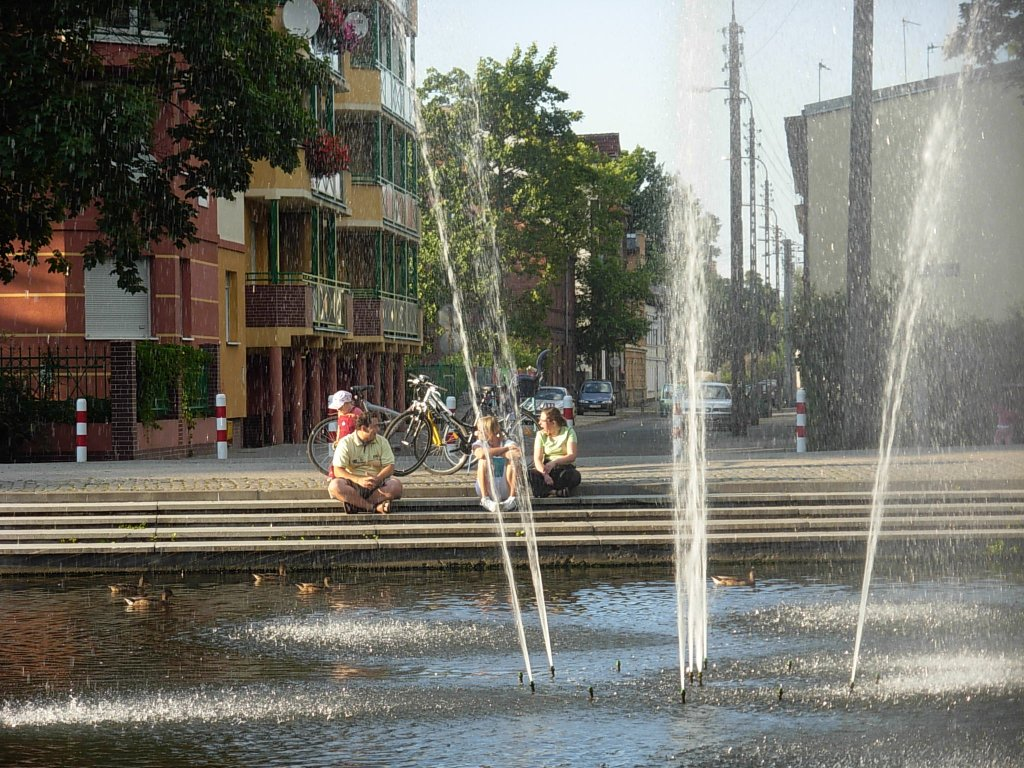
Wypoczynek nad Kanałem

Podczas kampanii wrześniowej polscy saperzy częściowo zniszczyli urządzenia nowego odcinka Kanału Bydgoskiego (śluzę Czyżkówko), dlatego Niemcy przywrócili ruch na Starym Kanale nieczynnym od 1915 roku. Ruch na Nowym Kanale przywrócono w 1940 r.
W okresie II wojny światowej Bydgoski Węzeł Wodny był intensywnie użytkowany dla transportu towarów masowych, gdyż transport kolejowy był wówczas zastrzeżony głównie dla potrzeb armii. Władze niemieckie zarekwirowały prywatne barki i holowniki, a dotychczasowi właściciele zostali zatrudnieni w charakterze załóg. Wśród planów inwestycyjnych władz hitlerowskich znalazł się tzw. kanał obejściowy (węglowy) Bydgoszczy, który miał być poprowadzony od śluzy Osowa Góra, u podnóża Zbocza Fordońskiego i łączyć się z Wisłą na północ od Fordonu. Ciek miał być prowadzony nad Brdą akweduktem, bądź na grobli.
W wyniku działań wojennych infrastruktura Bydgoskiego Węzła Wodnego nie ucierpiała, nie licząc zniszczenia stopnia wodnego w Smukale w 1939 r. oraz aktów wandalizmu, których dopuścili się żołnierze Armii Czerwonej w 1945 r. Zdewastowano m.in. tor regatowy w Brdyujściu oraz spalono trybuny dla widzów. Natomiast awaria śluzy Czyżkówko spowodowała krótkotrwałą konieczność uruchomienia starego odcinka kanału w latach 1945–1946.

## Okres powojenny

### Bydgoski Węzeł Wodny w planach powojennych
Zmiany terytorialne, jakie nastąpiły po II wojnie światowej stały się bodźcem do tworzenia nowych koncepcji przestrzennych transportu wodnego. Wśród nich ważne miejsce zajmowały dwa plany dotyczące Bydgoskiego Węzła Wodnego:
- koncepcja Kanału Centralnego[47] (lata 40. XX w.) łączącego Górny Śląsk z Wartą, Notecią i Wisłą. W Bydgoszczy miało nastąpić skrzyżowanie tras żeglugowych ze wschodu na zachód (Morze Północne – Morze Czarne) oraz północ-południe (Bałtyk – Dunaj). Kanał Centralny oprócz funkcji komunikacyjnej, miał dostarczać wodę w deficytowe pod względem hydrologicznym obszary wokół Łodzi i Katowic. Plan zarzucono w latach 50. XX w. z powodu wysokich kosztów budowy;
- koncepcja Centralnej Obwodnicy Wodnej[48] (lata 70. XX w.). Występujący jako uzupełnienie kaskadyzacji Wisły plan przewidywał spięcie rzek Wisły, Odry i Warty kanałami: śląskim (Wisła-Odra), wielkopolskim (Odra-Warta) i pałuckim (Warta-Wisła). Ostatni z kanałów miał łączyć się z Wisłą w Bydgoszczy. Plan zarzucono po 1981 z powodu kryzysu gospodarczego.

Niezależnie od planów centralnych dotyczących generalnych rozwiązań przestrzennych, tworzono koncepcje dotyczące zastąpienia Kanału Bydgoskiego i Brdy skanalizowanej nowym ciekiem, obchodzącym Bydgoszcz od południa (projekt inż. Stanisława Tychoniewicza z lat 40. XX w.) lub od północy (projekt Hydroprojektu, 1976). Natomiast koncepcja z 1976 r. uwzględniała wykorzystanie Noteci i Kanału Górnonoteckiego i dojście do Wisły w rejonie Torunia. Względy finansowe spowodowały, że nie wykroczono poza dyskusje nad projektami, za realne uznając utrzymanie parametrów dotychczasowej drogi wodnej.

### Rola gospodarcza w latach 1945–1970
Nowy ustrój polityczny wpłynął niekorzystnie na organizację i funkcjonowanie transportu śródlądowego w Bydgoskim Węźle Wodnym. W 1945 r. zarekwirowano większość barek „berlinek”, użytkowanych przez bydgoskich szyprów. Jednostki drewniane nie zostały dopuszczone do ruchu odpowiednim zarządzeniami władz państwowych, a pozostałe upaństwowiono ostatecznie w 1954 r. Jeszcze w latach 40. udało się reaktywować Zrzeszenie Właścicieli Barek i Holowników Żeglugi Śródlądowej w Bydgoszczy, które obejmowało działaniem całą północną i zachodnią Polskę. Władze zlikwidowały zrzeszenie w 1951 r., aby na bazie istniejącej infrastruktury powołać przedsiębiorstwo państwowe Żegluga Bydgoska. Dysponowało ono portami śródlądowymi położonymi wzdłuż drogi Wisła-Odra: w Bydgoszczy, Ujściu, Krzyżu i Kostrzynie, a także w Poznaniu.
Po II wojnie światowej znaczenie Kanału Bydgoskiego jako arterii wodnej nie zmalało, albowiem stał się on drugim po Kanale Gliwickim traktem wodnym, umożliwiającym żeglugę barek do 500 ton wyporności. W latach 1945–1955 miesięcznie przepływało nim około 120 barek (dwukrotnie mniej niż przed wojną). Wzrosło znaczenie Kanału Górnonoteckiego, który obsługiwał południkowy kierunek przewozów towarowych z regionu Kujaw i Pałuk, gdzie rozpoczęto eksploatację bogactw naturalnych (sól, wapień, kruszywo). Do 1962 r. tonaż ładunków masowych transportowanych przez Kanał Bydgoski przekraczał wielkość przewozów sprzed wojny.
Z czasem jednak możliwości transportowe kanału znacznie się zmniejszyły. Systematyczny wzrost znaczenia innych rodzajów transportu i niedocenianie przez władze państwowe wagi transportu wodnego spowodowało stopniową degradację szlaku wodnego.

### Budowa elektrowni wodnej Smukała
W 1951 r. odbudowano zniszczoną w czasie wojny elektrownię wodną w Smukale, która stała się elementem kaskadowej zabudowy energetycznej rzeki Brdy. Powyżej zbudowano stopnie wodne: w Mylofie, Koronowie i Tryszczynie.

### Likwidacja odcinka starego Kanału Bydgoskiego 1969–1972
W latach 1970–1972 z powodu konieczności budowy drogowej arterii komunikacyjnej wschód-zachód zasypano ok. 500-metrowy odcinek starego Kanału, wraz z dwiema śluzami i mostem. Nie wpłynęło to na żeglugę na BWW, gdyż stary odcinek Kanału, choć sprawny pod względem technicznym, nie był użytkowany od 1915 r. Zasypanie cieku przyczyniło się natomiast do degradacji parku nad Kanałem oraz pozbawiło miasto cennego dziedzictwa kulturowego i przyrodniczego.

### Upadek transportu towarowego w BWW
Od połowy lat 60. XX w. obniżyła się ranga gospodarcza BWW o czym zadecydował upadek transportu wodnego w Polsce. Podstawowymi przyczynami degradacji były: rozwój konkurencyjnych rodzajów transportu, niedoinwestowanie, dewastacja urządzeń technicznych, malejąca zasobność wód Noteci i Wisły oraz często występujące okresy niskiej wody, uniemożliwiającej żeglugę.
W dobie lekceważenia środowiska naturalnego i niedostrzegania skutków jego degradacji fracht rzeczny stał się anachronizmem. Jeszcze w roku 1970 przez bydgoską śluzę miejską przeprawiono statki o ładunku łącznym ponad 148 tys. ton, w roku 1980 już 34 tys. ton, a w roku 1998 tylko 10 tys. ton.
Kanał Bydgoski użytkowano w miarę intensywnie do 1978 r. Jeszcze wówczas częstym widokiem były „pociągi wodne” z barek, którymi transportowano węgiel, materiały budowlane oraz zboże. W latach 80. XX w. tylko sporadycznie, kilka razy na miesiąc można było zobaczyć na kanale pojedyncze jednostki. Nieco lepiej wyglądała sytuacja na Brdzie i Wiśle, gdzie w latach 70. XX w. zanotowano wzrost przewozów. Wiązało się to pośrednio z modernizacją w latach 1970–1971 portu rzecznego Żeglugi Bydgoskiej oraz budową na nabrzeżu Wisły nieopodal Fordonu słodowni i elewatora zbożowego wraz z portem przeładunkowym. W 1979 r. Żegluga Bydgoska przewiozła na obszarze całego kraju 3,372 mln ton towarów, a w porcie bydgoskim przeładowano 2 mln ton towarów. Przedsiębiorstwo prowadziło również fracht do krajów Europy Zachodniej oraz obsługiwało rejsy turystyczne w Bydgoszczy, Poznaniu, Toruniu i Grudziądzu.
Żegluga towarowa w Bydgoskim Węźle Wodnym zmniejszyła się gwałtownie po 1980 r., głównie wskutek zmniejszenia przewozu węgla oraz zaniechania utrzymania w należytym stanie dróg wodnych, zwłaszcza Kanału Bydgoskiego i Górnonoteckiego. W trosce o rentowność firmy Żegluga Bydgoska zwiększyła przewozy towarowe na obszarze Europy Zachodniej – głównie po Menie, Renie i Wezerze. W 1982 r. Żegluga Bydgoska zatrudniała 800 pracowników oraz flotyllę 250 jednostek. Przewieziono 1,6 mln ton towarów, z tego połowę za granicą. W latach 90. przewozy zagraniczne stanowiły już 80–90% przewozów towarowych wykonywanych przez przedsiębiorstwo. W 2004 r. pakiet kontrolny przedsiębiorstwa Żegluga Bydgoska przejęła spółka Odratrans S.A. z Wrocławia, a w 2009 r. w całości wchłonęła spółkę bydgoską, wyprzedając jej majątek. Przetrwała jedynie część taboru i majątku, która znajduje się w posiadaniu firmy Żegluga Bydgoska Sp. z o.o., wcześniej pod nazwą Porty Żeglugi Bydgoskiej Sp. z o.o. z siedzibą w Bydgoszczy. Spółka zajmuje się wydobyciem piasku z koryta Wisły, obsługą Bydgoskich Tramwajów Wodnych i sporadycznie przewozami towarów na dłuższych trasach.

### Turystyka
W okresie powojennym nadal wykorzystywano cieki Bydgoskiego Węzła Wodnego do transportu pasażerskiego. Pierwsze powojenne rejsy wycieczkowe odbyły się w 1949 r. na pokładzie barki motorowej „BM-4” przerobionej z towarowej na pasażerską. W 1951 r. ruszył w rejsy mały statek pasażerski „Łukasiński”, potem nowy statek „Janek Krasicki”. W latach 1961–1992 po bydgoskich akwenach pływał luksusowy statek pasażerski „Ondyna”, zabierający w sezonie letnim 203 pasażerów. Zadaszony pokład dolny służył wypoczynkowi i gastronomii, a spacerowy pokład górny – potańcówkom, dancingom z orkiestrą, oraz podziwianiu nadrzecznego krajobrazu. „Ondyna” odbywała głównie kursy po Brdzie i Wiśle do Torunia lub Chełmna. Gdy niski stan wody w Wiśle uniemożliwiał żeglugę, statek kierowano Kanałem Bydgoskim do Nakła. Były to najczęściej wycieczki rezerwowane przez zakłady pracy. W latach 90. XX w. po Brdzie kursowało nieregularnie kilka niewielkich jednostek pasażerskich. Od 2004 zapoczątkowano regularne rejsy Bydgoskiego Tramwaju Wodnego, który stanowi w zamyśle uzupełnienie miejskiego systemu transportu zbiorowego, a jednocześnie atrakcję turystyczną.
Od lat 90. XX w. po załamaniu śródlądowego transportu towarowego na drodze wodnej Wisła-Odra, za główny mechanizm rewitalizacji BWW i Kanału Bydgoskiego uznaje się turystykę wodną uprawianą na barkach turystycznych.

### Sport
Po II wojnie światowej na ciekach i akwenach Bydgoskiego Węzła Wodnego treningi i zawody prowadziły bydgoskie kluby wioślarskie, kajakarskie i żeglarskie. Kontynuowano również modernizację toru regatowego dla celów sportowych, m.in. w 1956 r. tor poszerzono i przedłużono do 2,07 km, a w 1980 r. na północnym nabrzeżu akwenu zbudowano wieżę sędziowską, trybuny kryte i wieś zawodniczą. Kolejne modernizacje przeprowadzono w 1997 i 2004 r., w związku z czym tor bydgoski zalicza się do głównych obiektów do rozgrywania regat w kraju. W roku 1983 rozegrano na obiekcie Mistrzostwa Europy w Kajakarstwie.
Kluby bydgoskie w latach powojennych odniosły spore sukcesy w sportach wodnych: m.in. wychowały 14 medalistów olimpijskich (wioślarzy i kajakarzy) oraz zdobywały nieprzerwanie tytuły mistrzów kraju. Bydgoskie Towarzystwo Wioślarskie triumfowało corocznie w latach 1945–1960, później WKS „Zawisza” w latach 1960–1980, a klub Bydgostia jest Drużynowym Mistrzem Polski w Wioślarstwie nieprzerwanie od 1993 do 2012 r.

### Rekreacja
Bydgoski Węzeł Wodny oraz jego zielona otulina miała kluczowe znaczenie w systemie przyrodniczym miasta. Do połowy lat 60. XX w. rolę głównego miejskiego parku rozrywki pełniły planty nad Kanałem Bydgoskim. Od lat 70. tereny nadrzeczne straciły rolę kluczowego obszaru parkowego w Bydgoszczy na rzecz Leśnego Parku Kultury i Wypoczynku, jednak tereny parkowe nad rzeką nadal rozwijano, m.in. w 1972 r. wytyczono park Centralny nad Brdą oraz przebudowano bulwary nad Brdą na odcinku 5 km od mostów kolejowych do mostu Pomorskiego. W latach 1982–1996 wybudowano nad Wisłą wały przeciwpowodziowe o długości 5,6 km, które są zarazem szlakiem spacerowym dla mieszkańców Wschodniej Dzielnicy Mieszkaniowej (Nowego Fordonu).
Począwszy od lat 60. XX w. brak oczyszczalni ścieków przemysłowych i komunalnych doprowadził do silnego zanieczyszczenia wód Brdy na dolnym odcinku od Okola do ujścia. Konsekwencją tego faktu było zamknięcie kąpielisk miejskich w Smukale, Opławcu i Brdyujściu, działających od XIX wieku. Dopiero po 2001 r., kiedy oddano do użytku dwie duże oczyszczalnie: Fordon i Kapuściska, po odcięciu wylotów kolektorów ścieków oraz bagrowaniu osadów rzecznych, jakość wody polepszyła się.
Od lat 90. XX w. Bydgoszcz przystąpiła do rewitalizacji terenów nadrzecznych, których celem jest ekspozycja rzek i kanałów Bydgoskiego Węzła Wodnego wraz z otaczającą je zielenią. W latach 1992–1996 zrealizowano program zagospodarowania starego Kanału Bydgoskiego. Objął on m.in. remont i ekspozycję urządzeń hydrotechnicznych, odbudowę alejek spacerowych, budowę placów zabaw, konserwację zieleni. W rezultacie tych prac przywrócono oryginalny wygląd śluz oraz Plant nad Kanałem Bydgoskim. W latach 1998–2006 realizowano „Program przywrócenia miastu rzeki Brdy”, a następnie przystąpiono do wprowadzania w życie Programu Rewitalizacji Bydgoskiego Węzła Wodnego. W ramach tych programów zbudowano nad Brdą halę widowiskowo-sportową „Łuczniczka”, marinę nad Kanałem Bydgoskim, dokonano renowacji parku Centralnego, Wyspy Młyńskiej i Wenecji Bydgoskiej, zlikwidowano źródła zanieczyszczeń rzeki Brdy i Kanału Bydgoskiego.

### Śluza Czersko Polskie
W 1998 r. Regionalny Zarząd Gospodarki Wodnej w Gdańsku przystąpił do modernizacji urządzeń hydrotechnicznych w rejonie ujścia Brdy do Wisły. Wyłączono z eksploatacji starą śluzę Brdyujście pochodzącą z 1879 r. W zamian, w 1999 r. uruchomiono nową śluzę Czersko Polskie wraz z nowym kanałem ujściowym, który podzielił dawną wyspę w Brdyujściu na dwie części.

## Rozwój Bydgoskiego Węzła Wodnego na mapach

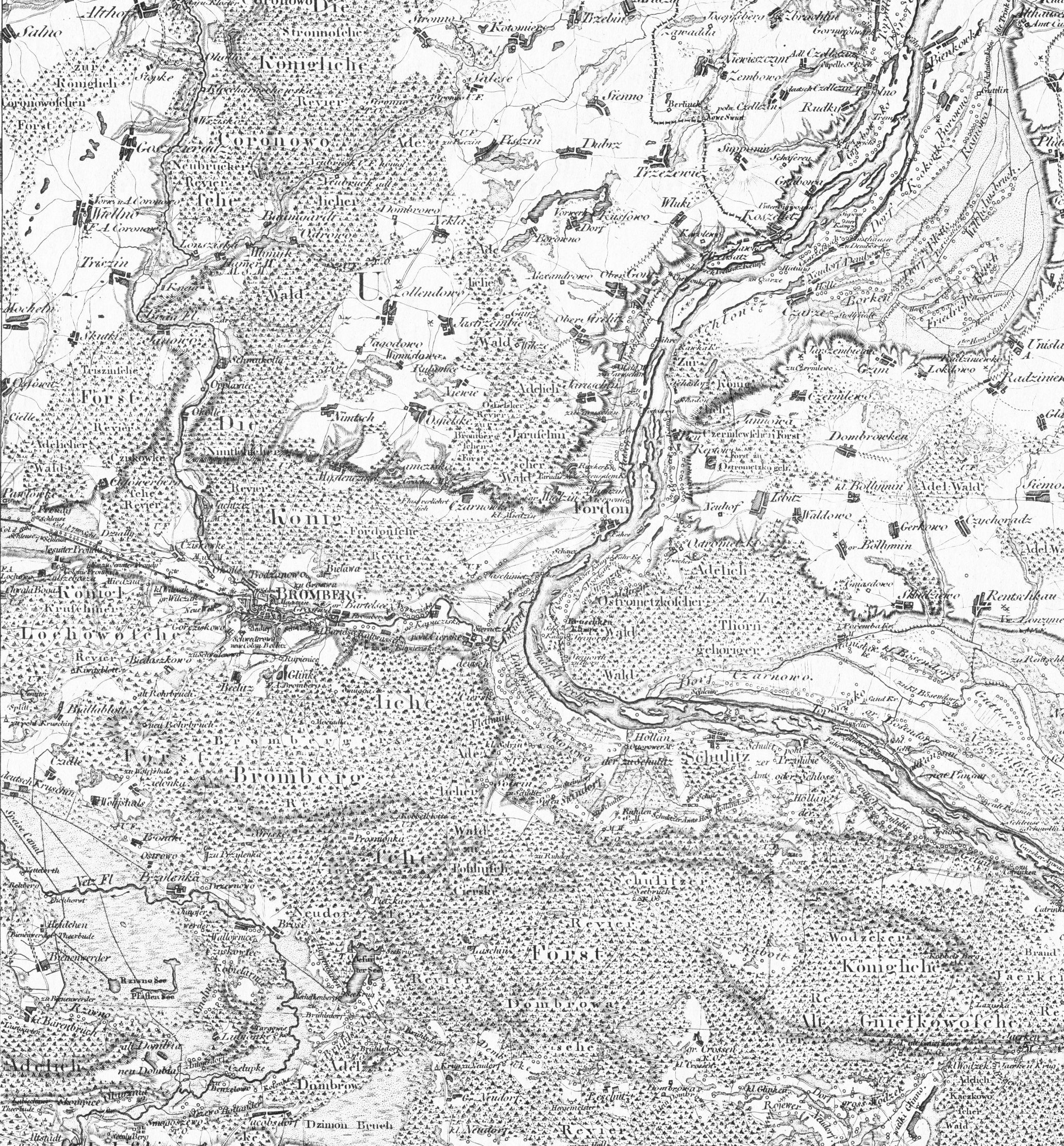
Rok 1800. Istnieje Kanał Bydgoski, Brda i Wisła o charakterze naturalnym
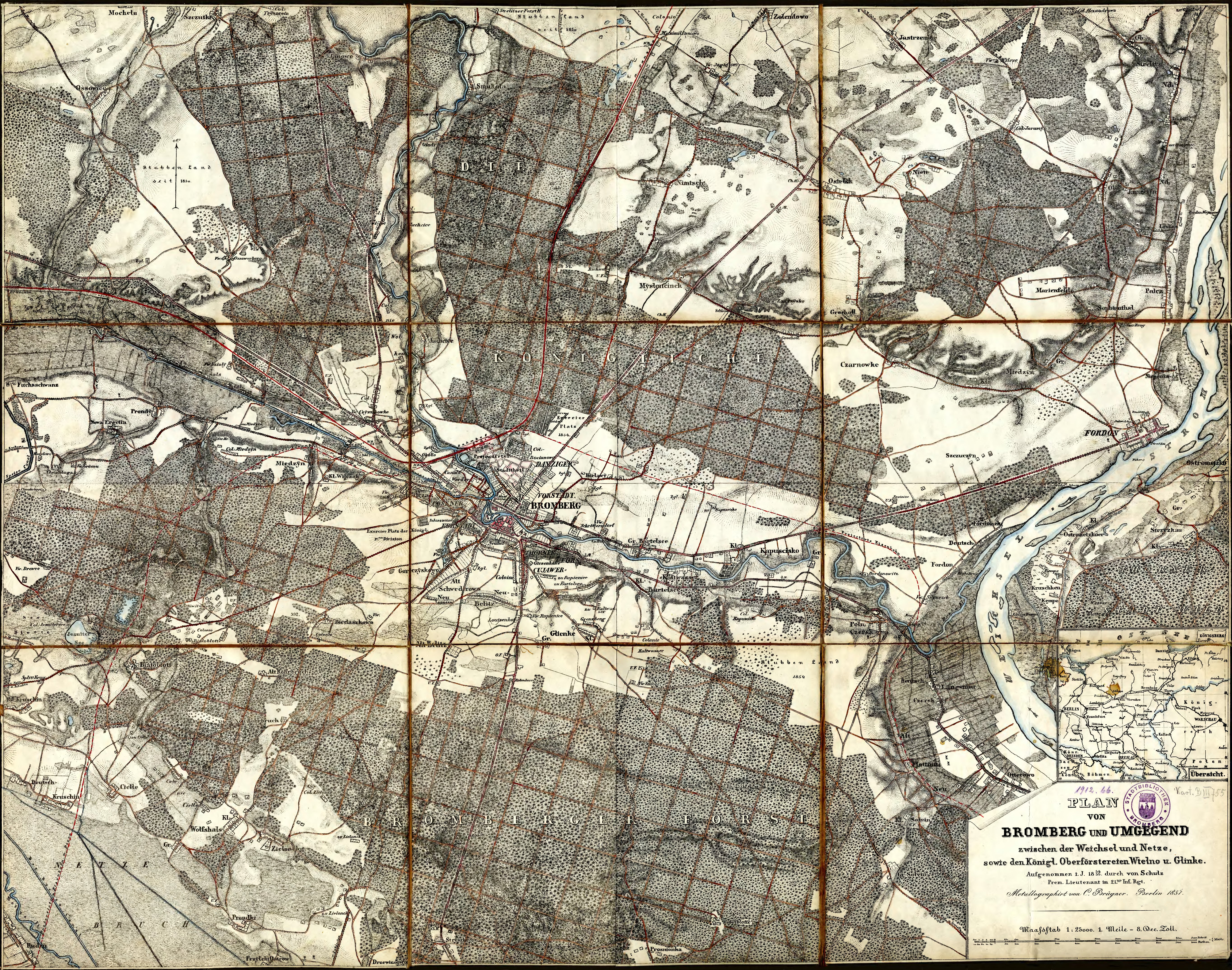
Rok 1857. Kanał Bydgoski po pierwszej przebudowie, Brda jeszcze nie skanalizowana, Wisła nie uregulowana
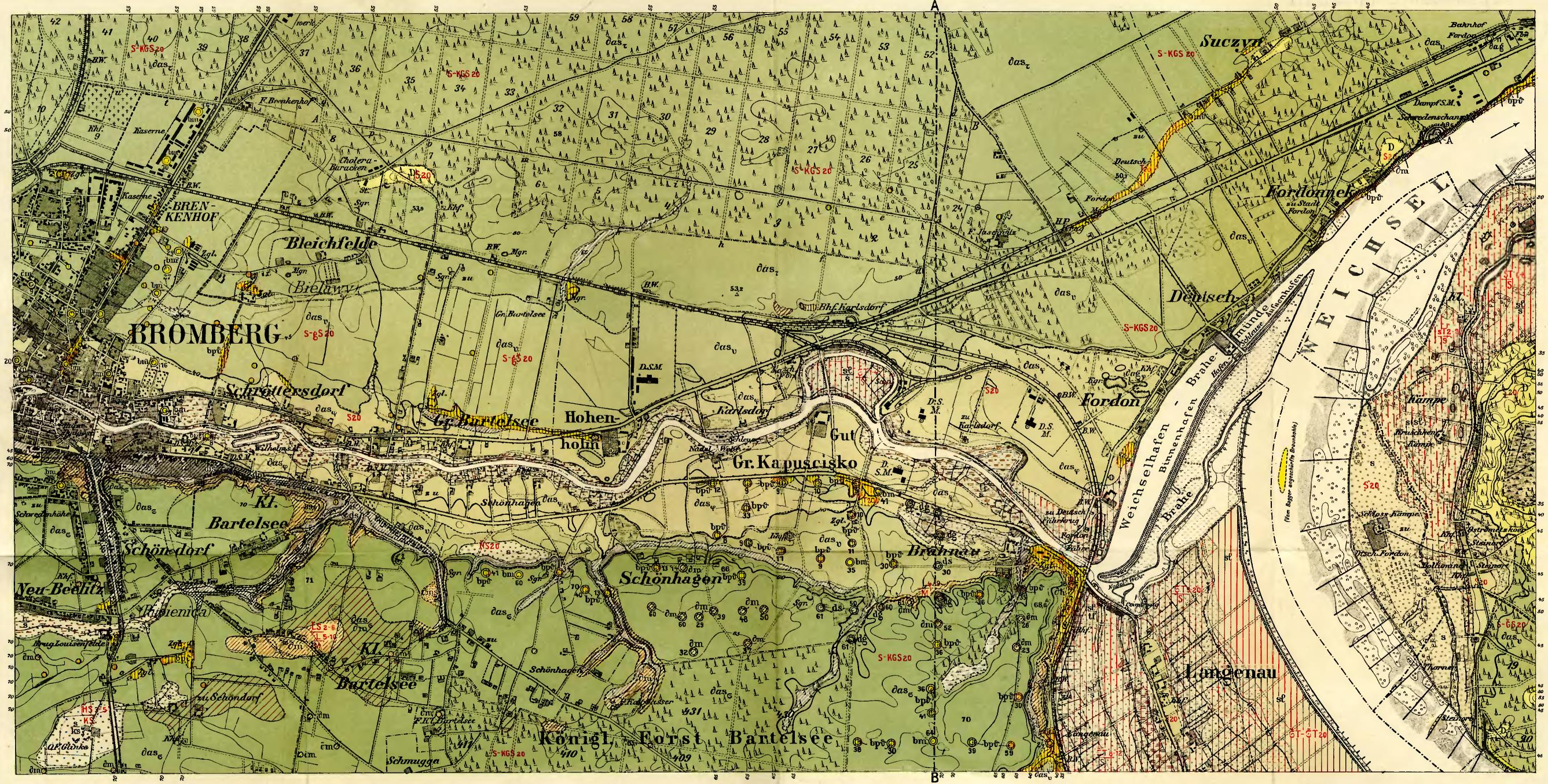
Rok 1902. Brda jest skanalizowana, istnieje pierwszy Port Drzewny, rozpoczęta jest regulacja Wisły
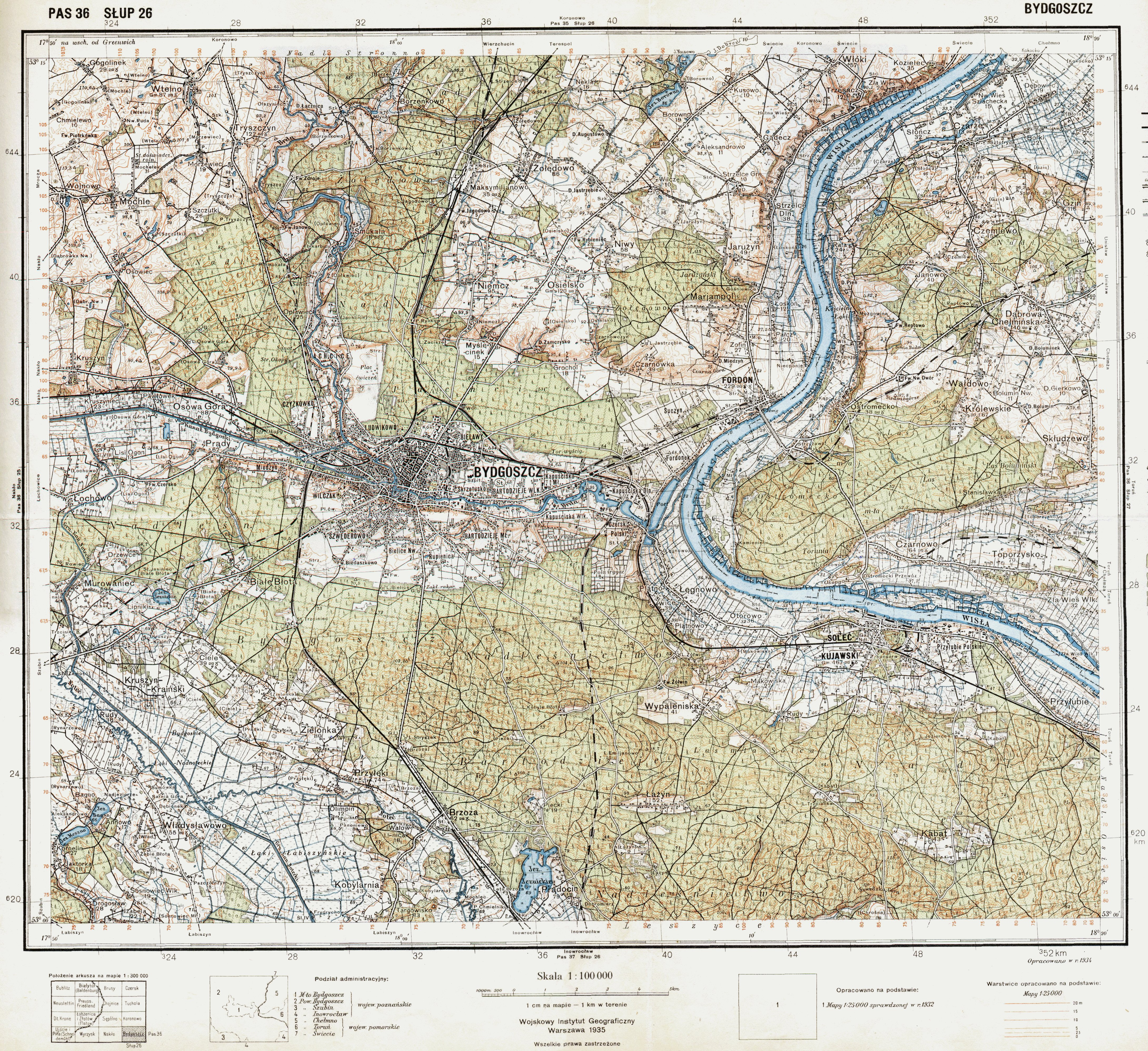
Rok 1932. Bydgoski Węzeł Wodny z poszerzonym Portem Drzewnym, nowym odcinkiem Kanału Bydgoskiego i Wyspą Kanałową, Wisła uregulowana